# 惡魔高校D×D角色列表
此列表是小說《惡魔高校D×D》內的登場人物的介紹，中文譯名以台灣角川書店之正體中文版為準。

## 恐怖組織特殊應變小組「D×D」

### 神秘學研究社

#### 吉蒙里眷屬
兵藤一誠（聲：梶裕貴）
本作男主角，駒王學園二年級學生，神秘學研究社社員，階級為西洋棋中的士兵。
17歲，身高170cm。体重62kg。生日4月16日。
雖然是一名普通人類，卻因為體內寄宿神器赤龍帝的手甲而遭墮天使雷娜蕾殺害，之後被莉雅絲轉生為惡魔並成為她的眷屬，轉生時因為體內寄宿赤龍帝的手甲的緣故，所以惡魔棋子中的8枚士兵棋子（一誠：赤龍帝的手甲=1：7）全部用掉。
最初的夢想是建立後宮，因此以成為上級惡魔為目標，不過在從事惡魔工作的過程中也開始有了新的想法：日後離開莉雅絲眷屬而獨立，以「國王」的身分活躍於排名比賽，並打敗瓦利的長遠夢想。
相當嚴重的胸部控，會如此執著於胸部的原因，是因為小時候聽了某位大叔講了胸部的故事而有所感觸。
與松田、元濱兩位損友合稱「變態三人組」，且被全校女學生討厭。
第4卷從天使長米迦勒手中獲取改造過後並曾經被聖喬治使用以屠龍的聖劍「阿斯卡隆」，自此成為一誠的兵刃。
雖然是惡魔，但魔力極低，低到無法使用魔方陣轉移，每次要去進行惡魔契約的工作時都要騎腳踏車去現場。雖然在冥界修練結束後已經可以用魔方陣轉移，但是他的老主顧們卻早已習慣他用腳踏車登場，認為是他的特色，所以他之後還是以腳踏車為交通工具來做惡魔契約的工作。
一開始雖然未得到契合成功，但奇怪的是回收回來的問卷上面都是「滿意」甚至是「非常滿意」，令莉雅絲感到莞爾，並對一誠投以饒有深意的眼神，而朱乃則是一臉不敢置信。
由於戰鬥時的力量來源是「色情」與「胸部」此類的旺盛性欲，因而開發出可以徹底剝除女性全部衣著的「洋裝崩壞」（附帶功用是剝除蔬菜水果的外皮），以及能與女性胸部對話，進而得知其內心想法的「乳語翻譯」等脫離常識的女性限定的色情招數。由於這兩個絕招能讓敵方女性完全無力化，但也因為過度猥褻而讓女性極度厭惡，因此僅可在經過莉雅絲允許後才能使用。
在第6卷中因以為愛西亞已死導致精神崩潰而進入霸龍狀態且暴走，雖然憑藉莉雅絲的意志與瓦利協助削弱其力量後，成功解除霸龍後恢復理智，但也讓壽命大幅縮短。因而開始尋求不同於霸龍，安全又強大的新力量，並最終選擇貫徹王道，放棄霸道；在阿撒塞勒的建議下潛入神器深處，與歷代赤龍帝對話，並以魔王阿傑卡為他調整「惡魔棋子」為契機，於第9卷習得赤龍帝的三叉升變，比起過去將「升變」與「禁手」的力量分開時，力量提昇地更多，並且依照狀況能更有效率的特點，提昇需要的地方，但是體力消耗將會大幅增加。由於融合德萊格的力量，所以可以無視國王的許可自行升變，因此在排名遊戲中禁止使用。
雖然個性好色，但在感情上遲遲不敢有進一步發展。主要原因出自於自己第一位交到的女朋友夕麻，真實身分是來殺害自己的墮天使雷娜蕾，感情受到欺騙的一誠雖然沒有明確表示，內心卻從此蒙上陰霾，即使身邊女性對自己頻頻顯露好感，內心深處卻會擔心這只是自己自作多情，因而導致感情上的態度與好色的表面截然不同，顯得異常消極。直至第十卷與塞拉歐格的比賽前夕，受愛西亞、小貓、朱乃真情流露的開導後才釋然，願意試著在感情上踏出一步。於比賽中大聲喊出自己愛著莉雅絲，賽後於學園祭結束時向莉雅絲告白，兩人順利正式成為情侶。
於第10卷與塞拉歐格決戰時，成功解放歷代赤龍帝的負面情感並升變為皇后，稱為真皇后，覺醒為真紅赫龍帝。因為這些變化，一誠體內的8顆惡魔棋子中有4顆變成「變異棋子」，呈現與歷代赤龍帝皆完全不同的成長方向。
第11卷中與舊魔王派的夏爾巴交戰時，遭到「食龍者」薩麥爾之血的詛咒，導致肉體一度消滅。歷代赤龍帝的靈魂以身為盾，以自我犧牲的方式使德萊格得以趁機抽出一誠的靈魂，其後借助偉大之紅的部分肉體，與奧菲斯的力量重生肉體後自次元夾縫中脫離。由於新肉體中存在偉大之紅與奧菲斯的力量，因此未來的成長性難以預測，生命狀態也在零與無限之中徘徊。
由於對「禍之團」作戰、對洛基作戰以及與塞拉歐格的排名比賽中的活躍表現得到相當高的評價，因此得到瑟傑克斯的推薦參加中級惡魔升格考試並順利通過。雖然現在是中級惡魔，但已經具有匹敵最上級惡魔的實力。
第16卷中，因為二天龍的和解，因而可以重新使用先前取得的白龍皇之力，開發出新能力白龍皇的妖精們；可從寶玉中顯現出迷你的龍型裝置，並施展出「減半」以及「反射」的能力。
第17卷又在法夫納的幫助下與歷代白龍皇和解，使得白龍皇的妖精們可以在白龍與赤龍之間任意切換；也因這場和解而能使用神滅碎擊砲。
第18卷中在德萊格的幫助下得到德萊格生前的能力「穿透」，能藉由這項能力穿透李澤維姆的「神器無效化」能力直接攻擊到李澤維姆本身，而且將這項能力透過「轉讓」注入眼睛還能得到透視能力。
第20卷雙親遭到李澤維姆綁架，前去援救時讓雙親得知了自己身為惡魔以及龍的非人事實，但父母仍願意接納並認定自己是兒子這件事讓一誠非常感動。獲得奧菲斯的力量得以龍神化，其增幅能力大到李澤維姆的「神器無效化」都無法抵銷，在此狀態下實力能與身為超越者的李澤維姆相當甚至略勝一籌。但龍神化代價過高現階段的一誠難以負荷，在重傷並逼退李澤維姆後便吐血陷入昏迷。
第22卷中成為上級惡魔，擁有屬於自己的惡魔棋子。將愛西亞、潔諾薇亞、羅絲薇瑟以及蕾維兒收入自己麾下。於莉雅絲畢業時對其求婚，戀情也為松田跟元濱知曉。
第23卷得知，體內的8顆惡魔棋子已全部變成「變異棋子」，並於阿撒塞勒杯敗給杜利歐的隊伍，在與杜利歐的對決時，答應伊莉娜和潔諾薇雅的反求婚，同時在與學生會的籃球賽後，向愛西亞求婚，已被接受。
第24卷透過蕾維兒的胸部進行乳語電話向正在進行排名比賽的小貓和黑歌通話，接受之前小貓的反求婚，同時也向黑歌求婚，已被接受。
第25卷陪同羅絲薇瑟與北歐神話的新主神進行相親，但卻被喝醉的羅絲薇瑟表明自己除了一誠之外誰都不會嫁。
由於同時具有「龍」與「惡魔」的身份，且可以與舊魔王的主教戰鬥並擊倒對方，引起眾方人馬注目，甚而引爆爭奪的戰鬥。不過卻也因此產生敵我雙方的女性們要和一誠誕下後代的「女人的戰爭」。
於未來篇中出場的30年後的一誠已經變成世界級的偶像英雄，其行程已經被預排到兩百年後，四處到各個神話體系中進行事業開辦與演講。並且已經徹底解放德萊格的力量，可以自由變身成超過百米的擁有真紅鱗片的巨龍，甚至能夠輕易的壓倒神話主神級別的敵人。
赤龍帝的三叉升變：
- 龍牙主教：背後會長出兩個巨大的魔力砲管，能夠作出足以一擊毀滅一個城市甚至能夠讓虛擬空間崩潰的魔力攻擊。
- 龍星騎士：解除多餘的鎧甲，讓背後的推進器數量增加數倍，藉此達到超越木場甚至逼近瓦利的速度。
- 龍剛城堡：讓鎧甲厚度倍數增加，藉此達到連黃昏聖槍都無法貫穿的超常攻防力。
- 真皇后：同時具有赤龍帝的三叉升變的三種模式特長。魔力砲管收納在翅膀下，魔力填充時間比龍牙主教還短，而且發射時可以壓縮範圍藉此提高威力；速度與龍星騎士匹敵，甚至還有增長空間；攻防力與龍剛城堡同等級，但是卻可以局部性的將部份盔甲增厚，並在真皇后的狀態下再次進入龍剛城堡模式，藉著將力量集中的方式來達到超越原本龍剛城堡的攻防力（防禦方都是交給德萊格負責）。其具備三種特長，運用範圍高，而且體力消耗也比較少，比起赤龍帝的三叉升變更適合打長期戰。

真皇后咒文：
『吾，乃覺醒者』
『乃揭示王之真理於天之赤龍帝也』
『胸懷無限的希望與不滅的夢想，而行王道』
『吾，當成紅龍之帝王』
『將汝導向鮮紅色的光明天道』
- 龍神化：一誠藉由奧菲斯的力量獲得的新型態，跟「霸龍」一樣鎧甲會出現生物性特徵，而且外表還會帶有一部分象徵奧菲斯的黑色，因為結合了奧菲斯的無限之力，因此力量具有「無限」的特性，不過對肉體的負擔十分巨大，一誠在第一次使用之後，曾因為副作用不但無法辨識胸部，連想到「胸部」、「乳房」之類的詞都會感到頭痛，嚴重的話，會全身劇痛甚至會口吐白沫昏迷。而且第二次使用後，如果不是奧菲斯替一誠調整了「龍神化」對一誠造成的負擔和副作用，並幫一誠承擔了「龍神化」的副作用，一誠可能會因此死去。因此在第二次使用之後，奧菲斯在蕾維兒的建議之下修改了咒文，將龍神化改良為力量較弱但只會消耗體力，且較無副作用的「擬似龍神化」[9]。不過在地獄事變中，一誠成功覺醒了體內來自偉大之紅的力量，而真正的完成了無副作用的龍神化。

龍神化咒文：
「寄宿於吾之紅蓮赤龍啊，自霸覺醒吧。」
『吾所寄宿之鮮紅天龍啊，成王而啼吧。』
「—濡羽色之無限之神啊。」
『—赫赫然之夢幻之神啊。』
「『見證吾等超越際涯之（虛偽之）（真實之）禁吧。』」
「『汝，燦爛然於吾等之燚中紊亂舞動吧。』」
龍帝丸
一誠的使魔，是蘇爾特·次代贈送的飛空魔法帆船斯基德普拉特尼，擁有隨著主人成長而強化的能力。
莉雅絲·吉蒙里（Rias Gremory，聲：日笠陽子）
本作第一女主角，駒王學園三年級生，神祕學研究社社長，與朱乃在校內並稱「兩位大姊姊」。吉蒙里家的下任宗主，是有著一頭漂亮紅髮的美少女，爆乳，階級為西洋棋中的國王。纯血上级恶魔吉蒙里家族的下任当家，被称为红发的灭杀公主。被美猴取了开关公主的绰号。在冥界有着相当高的人气，新生代四天王之一 為兵藤一誠的老婆
18歲，身高172cm，体重：58kg，生日：4月9日。三围：B99 W58 H90。
使魔為一隻紅色的蝙蝠，可以變身為人形。
性格豪放，有裸睡的习惯，因一诚希望不要讓愛西亞跟著模仿而穿上睡衣。
自身為上級惡魔，擁有極高的魔力，繼承來自母親一方的血統－巴力家的「毀滅之力」。擁有紅髮滅殺姬的稱號。
十分熱愛日本文化，只要提到充滿日本風情的事物就會沉醉其中。
因小時候找駱駝玩的時候被襲擊了，之後就變得討厭駱駝了。
她將遭到墮天使雷娜蕾殺害的一誠轉生為惡魔，並收為僕人。對自己的眷屬惡魔十分仁慈愛護，最初也對一誠十分疼愛，但是在一誠為了她解決與菲尼克斯家的問題後，開始喜欢一诚，並且将自己的初吻献给他。
對於朱乃大膽對一誠的示愛頗為不高興，常常與朱乃「爭奪」一誠，不過後來加入其他女角之後，逐漸變成更加的大膽。現要愛西亞稱呼她為「姐姐」。
第10卷中被一誠告白並成為情侶。
由於與塞拉歐格的決戰中遭到獅子雷古魯斯擊倒，為了不想再拖累眷屬，與朱乃開始共同修行，習得與瑟傑克斯的毀滅之力完全不同運用方式的必殺技消滅魔星，製造出由毀滅魔力組成的球體，慢慢將目標吸入並將其消滅。
第11卷中被一誠用來自赤龍帝的贈禮增強胸部，結果創造出可以從胸部射出光線補充一誠魔力的「胸部電池」，不過使用過這招後胸部會暫時萎縮。一誠第一次看到此情況時甚至放聲大哭
第20卷中對邪龍尼德霍格使用了與一誠開發的新技能「深紅的滅殺龍姬」將尼德霍格逼到了絕境。
第22卷自高中畢業，接受了一誠互許終身的約定。
愛西亞·阿基多（Asia Argento，聲：淺倉杏美）
本作女主角之一，擁有神器聖母的微笑，擁有稀有且強大的治癒能力。
15歲，身高155cm，体重：44kg，生日5月11日。三围：B82 W55 H81。
原是修女，擁有十分虔誠的信仰，且會使用神器治癒人們的各種傷，因而被奉為「聖女」。然而某日偶然治療迪奧多拉·阿斯塔蒂一事，被發現擁有治癒天使、墮天使、惡魔的效果，反而被改稱為「魔女」，並打為異端，遭到教會放逐。隨後因為擁有神器而被雷娜蕾盯上，並被她強制從身上拿走神器而一度死亡。之後莉雅絲使用惡魔棋子將她轉生為惡魔，安排轉入駒王學園二年級就讀，並加入神祕學研究社，階級為西洋棋中的主教。
是一誠極少數與他親近，但本人卻無法將她當作意淫對象的女性,由於一誠靠著想要保護她的意志力來壓抑其慾望。
由於雷娜蕾一事中一誠拼死前來救她，因此喜歡上一誠，轉生後寄宿在兵藤家。
由於嫉妒與一誠睡在一塊的莉雅絲，所以主動要求睡在一起。因為莉雅絲是裸睡，所以愛西亞也養成了一樣的習慣。
由於同樣是教會出身的關係，平日常與潔諾薇亞與伊莉娜一起行動，在校內也與桐生、松田、元濱的關係相當好。
第6卷被迪奧多拉擄走,在盛怒的一誠痛打他一頓後成功獲救。在祈禱時，突然被夏爾巴傳送到次元狹縫，導致一誠精神崩潰,所幸被路過的瓦利一行人搭救。
雖然喜歡一誠，但是一誠最初將她當成妹妹，以身為兄長的保護感情對待，但經過迪奧多拉一事之後，已經將她視為比妹妹更重要的女性，且十分疼愛她，也和她定下一輩子都要在一起的約定。
由於希望在戰場上，也能做回復人員以外的工作而求教於阿撒塞勒，阿撒塞勒建議她應學習如何保護自己，不在戰場上被輕易擊倒的方法。之後在奧菲斯的協助下，接替原本阿薩塞勒與黃金龍君法夫納的契約。
在第18卷中被莉雅絲及朱乃任命為下一任神祕學研究社社長。
第22卷轉移到一誠的麾下眷屬，同樣擔任主教。
第23卷，在与学生会的篮球赛后答应了一诚的求婚。
雷誠
愛西亞的使魔，是一隻雄性蒼雷龍。具有雷擊的能力，只會傷害被牠認定為外敵的對象。目前還是大約有海鵰大小的幼龍，現在常與奧菲斯一起玩的緣故，一誠因此認為將來說不定會成為龍王。
「黃金龍君」法夫納
詳情請參照「法夫納」。
姬島朱乃（聲：伊藤靜）
本作女主角之一，駒王學園三年級生，神祕學研究社副社長，爆乳，階級為西洋棋中的皇后。惡魔的級別最初是下級惡魔，小說12卷後正式升格為中級惡魔。莉雅丝的第一个眷属，拥有和莉雅丝齐名的好身材，被称为「雷之巫女」。
18歲，身高168cm，体重54kg，生日7月21日。三围：B102 W60 H88。
為墮天使與人類的混血，父親是墮天使組織「神子監視者」的幹部巴拉基勒，母親是出身於日本某神社的巫女姬島朱璃。是一位具有大和撫子氣質的和風美少女，與莉雅絲在校內並稱「兩位大姊姊」。
使魔是自童年時便結為好友的小鬼。
因童年時母親遭到殺害，而怪罪於巴拉基勒，從此開始討厭墮天使。雖具有墮天使血統，能將光屬性結合雷電形成雷光，但故事起初，不諒解父親並憎恨自己有的一半墮天使血統而抗拒使用。在第7卷藉由一誠以及乳神的幫助下與父親和解。
由於長期吸取一誠龍氣的結果，得到雷光龍的力量，又在阿撒塞勒的幫助下得以墮天使化，整體力量又再升上一層樓。
雖然平常看似溫柔穩重，實際上是個極度的施虐癖，一旦進入戰鬥，就算對手認輸也還是持續攻擊，在情緒冷靜下來前不會停止。
是吉蒙里眷屬中與主人莉雅絲相處最久的人，平常在學校或從是惡魔工作時稱呼莉雅絲為「社長」，但是私底下二人則是彼此直呼其名的朋友關係。
喜歡一誠，常常與莉雅絲爭奪一誠。
第22卷因為一誠與父親的戰鬥，得到了一誠互許終身的約定。向莉雅絲宣告會更早生下一誠的孩子。
塔城小貓（聲：竹達彩奈）
本作女主角之一，駒王學園一年級生，沉默寡言，階級為西洋棋中的城堡，身形嬌小但力大無窮，本名為白音。
16歲，身高138cm，体重32kg，生日11月23日。三围：B67 W57 H73。
喜歡一誠，在第5卷表現出來，之後就經常將一誠的雙腿當成坐椅；雖然一樣會對一誠的色狼行徑進行嚴厲的吐槽，但不反對他對自己上下其手。
本身相當重視友情。在最初的排名遊戲中戰敗感到非常懊悔，甚至對自己的實力沒有自信，自認為是眷屬中最弱的，但在一誠的鼓勵下重新振作。
本身是貓妖─貓又當中最強大的貓魈，曾經因為自己姊姊殺害主人的事情懼怕自己也會暴走，雖然知道姊姊是為了保護她而痛下殺手，但始終不敢面對貓魈的力量，在一誠的幫助下正視這股力量，逐漸接受它並安全的使用，因而逐漸的喜歡上一誠。
當初會喜歡一誠的原因是因為他率直以及憨厚又溫柔體貼的個性，不會像歷代的赤龍帝一樣只沉浸在霸的力量當中，希望一誠可以成為歷代最溫柔的赤龍帝。
在一誠的眼中是全校最可愛的學妹兼吉祥物，同時也把她當成妹妹與家人一樣疼愛，在戰鬥中也會保護她不受傷害。
因為一誠不完全的霸龍化導致生命力大幅度削減，所以時常要找小貓用仙術慢慢治療耗損的生命力，而小貓也喜歡於治療期間與一誠溫存感情。
第11卷中，由於莉雅絲與一誠開始交往的關係，使得小貓的發情期提早到來並想與一誠發生關係，但是由於小貓還不夠成熟，發生關係可能導致死亡而被一誠拒絕。後來藉由黑歌的法術來抑制發情的情況。
準備與英雄派和死神戰鬥前對一誠發表反求婚，因為一誠的回答而以黑歌的身材為目標成長。
第11卷開始向黑歌學習妖術與仙術以提昇實力。
第16卷時，展現出仙術的戰鬥應用術「白音模式」使得身材有暫時性大幅成長，可以憑空召喚出充滿淨化之力的火車，將擁有邪性的事物消滅掉。
第24卷得知自己向一誠反求婚已被接受，同時與黑歌之間的一誠的初夜之戰贏得勝利。
喜歡吃零食，看電視、玩遊戲，愛好漫畫、電影以及很擅長各種遊戲，在訓練中也很享受欺負加斯帕的樂趣，平時叫加斯帕為「小加」。
使魔為一隻白色的貓，小貓把白貓命名為小白。
木場祐斗（聲：野島健兒）
駒王學園二年級生，17歲，長相帥氣，也是個劍術高手，階級為西洋棋中的騎士。本身與一誠交情不錯，但是由於一個是學園出名的帥哥，一個則是學園出名的色狼實在不搭，因此學園中有個一誠×木場的BL傳言。
17歲。身長172cm，体重60kg，生日5月30日。
行為舉止完完全全就是個帥哥，甚至還會親自下廚；但是在第4卷中提到有意外地好色的一面。
平時和加斯帕在兵藤家附近的公寓一起生活。
持有神器魔劍創造，可憑空創造出各種屬性的魔劍，在受到手甲力量來自赤龍帝的贈禮強化後，則會出現魔劍刀刃之海，變為大範圍攻擊技能。
有着灰暗的過去，和一群自己相仿年齡的人被教會帶走進行一年的聖劍王者之劍適應訓練（但其實是被折磨），最後没有一個人可以適應聖劍而通通被毒殺。雖然木場成功逃離但是中毒太深，在將死之時遇到莉雅絲，後被莉雅絲變成轉生惡魔，因此對王者之劍十分敵視。
在第3卷達到禁手雙霸的聖魔劍，因為神已經死去，而使神器系統出現的漏洞，完成魔力與神聖之力的結合而成的聖魔劍。
由於能夠使用聖魔劍而也獲得聖劍創造的能力，在第10卷使出秘密訓練的魔劍創造亞種禁手聖霸龍騎士團，能夠召喚出一群擁有聖屬性的劍士團。
在第12卷中與齊格飛戰鬥時，被魔劍格拉墨選為新的持有者，後與夥伴一起聯手擊敗齊格飛；最後將齊格飛所持有的多把魔劍回收。在最末段中，由阿撒塞勒宣布中級惡魔考試合格。
第18卷中被莉雅絲及朱乃任命為下一任神祕學研究社副社長。
第19卷中因杜利歐的技能「七彩的希望」而引發聖魔劍的特性，能夠用聖魔劍中魔劍的力量，吸收神聖的靈氣並提升自身聖屬性力量；反之，能夠用聖劍吸收魔性的靈氣來提升自身魔屬性力量
使魔為一隻小鳥。
潔諾薇亞·夸塔（Xenovia Quarta，聲：種田梨沙）
本作女主角之一，有青頭髮尖端帶有綠色頭髮挑染和網狀物眼神的美少女。原是天主教會派來的聖劍士，來日本的目的是為了從墮天使手中奪回聖劍王者之劍，後來因為得知神的死訊而自暴自棄主動成為惡魔，成為莉雅絲眷属中的騎士。聖劍杜蘭朵的使用者，原本兼任持有王者之劍的碎片破壞的聖劍，但成為惡魔後還給伊莉娜。
身高166cm，体重56kg，生日2月14日。三围：B87 W58 H88。
據伊莉娜所言潔諾薇亞以往是留長髮，但因一次執行任務的時候頭髮被敵人抓住，嘗到苦頭就剪了短髮。
和伊莉娜及弗利德不同是一名天生的聖劍士。
脫離教會之後開始思考自己真正想做的事，最後得出的結論是生小孩。為了讓孩子有強大的力量而要求一誠與她進行性行為；喜歡一誠。思想有些缺乏常識。
雖然是騎士，但是卻只擅長力量壓倒型的攻擊，導致原本就是力量型的杜蘭朵更加難以控制。也因為不會思考縝密的作戰計畫，常常想要只靠力量就壓勝敵人，而被稱為力量笨蛋。
因為是教會出生的孤兒而沒有姓氏，自第19卷學生會選舉結束後，引用如同自己姊姊的葛莉賽達的姓氏。
第5卷開始借用一誠得到的屠龍聖劍阿斯卡隆，在阿撒塞勒的訓練之下，能夠同時使用杜蘭朵與阿斯卡隆進行雙劍攻擊。
第9卷中將杜蘭朵送去教會改造，教會將王者之劍的6個碎片溶解後打造成劍鞘與杜蘭朵融合化作王之杜蘭朵，依靠王者之劍所鑄成的劍鞘約束杜蘭朵釋放的多餘靈氣，將杜蘭朵的靈氣集中的同時，王者之劍再以增幅器的方式來增強杜蘭朵的威力。
第11卷中王之杜蘭朵遭到曹操破壞，而在第12卷中送回教會，並加入最後一把王者之劍的碎片支配的聖劍後重鑄，力量又再一次得到提昇。
第19卷中受到導師的教導，完全掌握杜蘭朵的威力後，解除王者之劍與杜蘭朵的合體狀態，不但解放杜蘭朵原本的威力，而且也解放原本用來拘束的王者之劍的力量，成為可以自由使用這兩把聖劍的劍士。參選學生會長並成功當選。
第22卷轉移至一誠的麾下眷屬，同樣擔任騎士。
第23卷與杜利歐的隊伍進行排名比賽，使用了與莉雅絲的「「深紅的滅殺龍姬」」相似的招式「「真紅的龍騎士」」，並且向一誠發表反求婚，已被接受。
加斯帕·弗拉迪（Gaspar Vladi，聲：佐倉綾音）
駒王學園一年級生，小貓的同學，莉雅絲下僕惡魔中的另一個主教，是吸血鬼與人類的混血。
身高150cm，体重40kg，生日3月14日。
相當膽小怕生，是個重度繭居族，但是卻有女裝癖。長相與行為舉止不管怎麼看都是個女生，但是實際上卻是男生。儘管是繭居族，但在眷屬中的業績是最好的（透過電腦來完成契約）。
擁有神器停止世界的邪眼，可以把視線內物體的時間凍結；但是他自己卻無法控制這個神器，因此大公以及魔王決定要暫時將他封印起來。直到第4卷時，莉雅絲被認為可以控制他才解除封印。
由於神器以及吸血鬼血統的關係，莉雅絲只能用突變棋子讓他轉生。
因為吸血鬼的種族純度觀念比惡魔更加地嚴重，因此混血的加斯帕在整個吸血鬼社會中普遍受到歧視。到了人類世界也沒有容身之處，後來被吸血鬼獵人殺死，死後被莉雅絲發現並變成其眷屬。
在平時的訓練中很常被小貓以及潔諾薇亞欺負與捉弄，但都只是眷屬間親密的小打小鬧而已。
本身是吸血鬼中特殊的晝行者，在白天也可以隨意行動。由於是混血，所以對血的慾望沒有那麼強烈且討厭血的味道。但是在喝了一誠（赤龍帝）的血後可以穩定地控制神器並提升神器的力量。
雖然在眷屬中主要是擔任情報方的後援，不過為了能更多的幫上夥伴，而也在追尋自身實力的提昇。在第11卷中前去修煉，但在第12卷中歸來時能力並沒有得到提昇，不過卻因為格奧爾格道出一誠已死的消息而作為契機因此覺醒，潛藏在體內的神秘且詭譎的力量與神器的能力互相搭配，將格奧爾格吞噬於自己創造出來的黑暗中。
在第16卷得知其真面目，還待在母體中時被魔神巴羅爾的意識片斷所寄宿，因而變成擁有恐怖力量的怪物。而因為瓦雷莉的聖杯被抽取出的關係，悲傷過度而引出巴羅爾的力量。也因這股力量覺醒，停止世界的邪眼也變化成禁手狀態的禁夜與真闇之翳的朔獸，擁有神滅具等級的力量
在30年後的未來中成為了冥界六個超越者的其中一人，被稱為時空的霸者。
羅絲薇瑟（Rossweisse，聲：加隈亞衣）
本作女主角之一，年齡=沒有男朋友的年齡的女武神，常常因為此事而被奧丁嘲笑。由於現今的世態，英雄與勇者的數量都減少不少，瓦爾哈拉的部屬以及經費也在縮減，所以羅絲薇瑟便成為了奧丁的隨扈。讀書時代都是直接跳級畢業的，使得現在失去歌頌青春的時間。
身高173cm，体重不明，生日8月8日。三围：B96 W61 H89。
以奧丁隨扈的身份跟著奧丁一起到日本來與日本的神交流；因為洛基襲擊奧丁與眾神會談的會場而和一誠等人對抗洛基。
在第7卷由於奧丁忘了把她帶走，自己回了北歐。無處可去的她接受莉雅絲的幫助成駒王學園的老師，同時莉雅絲也想盡辦法提出大量優惠待遇來誘惑（挖角）羅絲薇瑟，而因為成為吉蒙里眷屬的待遇比起在阿斯加特擔任女武神要好得太多，所以就接受成為莉雅絲的眷屬；階級為西洋棋中的城堡。
雖然成為吉蒙里家的眷屬後理當不用再擔心生活所需，但是因為出身於生活狀況非常嚴苛的北歐，因此對於金錢的管理仍然非常嚴謹，大部分的日常用品都是在百元商店購買。夢想是在吉蒙里的領土內建立傳授北歐魔術的學校，讓惡魔的女性中出現大量的女武神，進而再以此人力來開創新的事業。
擅長使用大規模的魔術攻擊。不過並不擅長家族所擅長的魔法，自己用的魔法是獨自創造的名為『女武神』的系統，並加自己想到的簡略術式加以使用，當中更是極力避免魔力的消耗，同時卻依然追求著高效的攻擊力與防禦力。
在第17卷中，經過祖母的事而暫時請一誠當男友而並去約會，後來因自己在學生時代所寫的有關「啟示錄皇獸666」的論文而成為目標受到襲擊；在一誠擊敗歐幾里德並救出她時也喜歡上了一誠。
在第22卷轉移至一誠麾下眷屬，同樣擔任城堡。
非常不會喝酒。
在第25卷中與北歐神話的新主神進行相親，卻不小心喝到了酒，並且在喝醉的情況下表明了自己除了一誠誰都不會嫁。

#### 眷屬以外的研究部成員
紫藤伊莉娜（Shidō Irina，聲：内田真禮）
本作女主角之一，雙馬尾。一誠的青梅竹馬，但是小時候因為個性很頑皮的關係被一誠當作男孩子。聖劍王者之劍碎片之一的適應者，持有擬態的聖劍。第3卷在聖劍事件結束後帶著王者之劍碎片回到教會。
身高164cm，体重不明，生日9月29日。三围：B87 W59 H89。
之後成為隸屬於米迦勒的轉生天使，職位是Ace。在第6卷中轉入駒王學園二年級與一誠成為同學。
沒有加入神祕學研究社，自創社團，其社團名為「紫藤伊莉娜之愛的救濟社」，但一直都未通過正式審查，到了現在也只是同好會，在第18卷中終於正式加入神祕學研究社。
擁有十分強烈的信仰心，而又導致言行各方面十分值得吐槽。從第12卷開始持有天界與冥界共同研發製造的量產型聖魔劍為武器，而從第18卷開始使用從父親手上接獲擁有淨化之力的聖劍奧特克萊爾。
喜歡一誠，常常因為一誠的言行而差點成為墮天使。與愛西亞和潔諾薇亞三人合稱為教會三人組，常被愛西亞與潔諾薇亞牽著走而不知不覺加入一誠的爭奪戰當中。
自稱『土生土長的日本人』，但對日本有著奇怪的誤會，現在到了完全偏離的地步。
第22卷於國際棋子賽事中加入隸屬一誠的隊伍，定位為騎士。
第23卷與杜利歐的隊伍進行排名比賽，並且向一誠發表反求婚，已被接受。
母親現正在英國經營日式的小餐館。
蕾維兒·（Ravel Phenex，聲：西明日香）
本作女主角之一，萊薩·菲尼克斯的妹妹，菲尼克斯家的長女。同時也是她哥哥的眷屬，階級為主教。
在一誠為了奪回莉雅絲而和她哥哥一戰之後，開始對一誠抱有好感，並脫離哥哥成為母親的眷屬。實際上目前是自由身的主教，蕾維兒的母親也曾暗示過一誠，在他以後獨立出來成為國王後，就可以馬上和她進行眷屬交易把蕾維兒帶回去。
性格高傲，但是作事相當認真，只要吉蒙里眷屬有事回到冥界就會立刻自願去幫忙，做起事來也相當有效率。
第10卷轉入駒王學園一年級，成為小貓的同學，但是兩人常常會因為一誠而鬥嘴。
第11卷開始擔任一誠的經理人，幫忙處理他平日的雜務。
第19卷前去參與兄長萊薩的復出戰，和皇帝彼列三人在一般攝像鏡頭無法攝影的洞穴中，遭到彼列規格外的行徑而受傷昏迷。第20卷被新魔王別西卜搭救。
第22卷透過交易成為一誠麾下眷屬，階級為主教。
阿撒塞勒（Azazel，聲：小山力也）
身高188cm，擁有12枚黑翼翅膀的前墮天使首領。興趣是研究神器，只要能幫助他研究，即使是危險人物他也會接納。
對神器擁有強大的認識，並且製作出了許多一次性使用的神器，大多數為自己專用。會由原本的天使被貶為墮天使是因為追求自己的欲望而與女性發生關係。
在上次的戰爭中因為戰爭陷入膠著，而且不光是神與四大魔王戰死，墮天使方也是損失慘重的陷入除了幾名幹部外幾乎全滅的窘境，因此阿撒塞勒便下令讓墮天使方率先退出戰局，而且也宣告不會再引發那樣的戰爭。
一開始以身為惡魔委託人的身分接近一誠，之後在三方會議提出締結同盟的協議。在冥界、天界、神子監視者三大勢力的和平協議達成後，阿撒塞勒便進入駒王學園擔任教師以及神秘學研究社的顧問。
在三方會議被攻擊的時候，與卡特蕾雅·利維坦進行一對一的決鬥；阿撒塞勒使用自製神器墮天龍的閃光槍戰勝後，卡特蕾雅將自己的手變成觸手纏上阿撒塞勒，並想用自術式跟他一同埋葬，但是阿撒塞勒將自己的左手切斷後，就用光之長槍擊殺了卡特蕾雅。後來在斷手上裝上了機械義肢。
因為一直以來持有赤龍帝的手甲的人都是些個性很兇惡亂來的危險人物，所以命令雷娜蕾去監視一誠，如果跟前幾代一樣是危險人物的話就將其抹殺，但是沒想到雷娜蕾卻不分青紅皂白的就殺了一誠。後來他對一誠產生興趣，接近並且幫助一誠，除了戰鬥訓練外還幫助一誠擴展更多有關色情的發展。
經歷過戰爭後憂心墮天使的衰退，因此在三方會談並簽訂和平條約後享受和平的生活，對於企圖引發戰端的英雄派與舊魔王派絕不手軟，只要情況允許就會將自身投入第一線戰線。很照顧一誠他們，雖然常因為他而讓一誠捲入事件中，但是卻非常在意總是將一誠等人捲入賭命的戰鬥中，認為不能總是讓孩子們去戰鬥，身為大人的自己更應該要成為孩子們的後盾。
雖然說自己不需要女人，但是還是很在意自己的部下一個接著一個結婚的消息。
對於朱乃一家人抱有愧疚，因為朱乃一家出事的那天，其實就是他將巴拉基勒召回總部處理事情才會害朱乃的母親朱璃被殺，知道朱乃自從那次事件後討厭墮天使，因此也代替巴拉基勒在繁忙的時候私下幫忙照顧朱乃。
第12卷後為了負起責任而卸下墮天使總督一職，轉而擔任吉蒙里眷屬的監督以及技術顧問，對此本人非常高興可以從繁忙的工作中逃離出來，專注於自己喜歡的研究上。不過由於他在位的期間花了太多不必要的金錢開銷，而在卸任之後被追討欠款，因此為了還款而開始做起副業，甚至開始販賣起自己開發的人工神器（家用品版本）給一般人。
非常喜歡研究，在成為駒王學園的教師後也經常製作奇怪的東西而引起許多騷動。
在邪龍戰役後，與其他勢力的首領一起進入封印領域，在那裡試圖牽制並完全擊敗666；與瓦利道別時表示可能需要耗費數千年才能結束。
奧菲斯（Ophis，聲：三森铃子）
禍之團的首領，有「無限龍神」稱號，也就是象徵無限輪迴的銜尾蛇。誕生於次元夾縫之中，但是卻被偉大之紅趕出家鄉。擁有連上帝也懼怕的力量，為本作第二強者，由於想回到次元夾縫驅逐偉大之紅，再次成為夾縫的統治者奪回最初的安寧。禍之團也是為此成立，各方勢力的危險份子也為了借助奧菲斯的力量而答應幫助她對付偉大之紅。不過實際上她只是被拱上檯面的領導者，其實只是負責給予力量而被利用而已。
擁有幾乎等同於無限的力量。在第11卷中力量被薩麥爾奪走三分之二以上的力量。但是即使是這樣仍然有二天龍全盛時期的兩倍力量，不過失去了原本可視為的無限的力量後只能放棄原來的目的。
對一誠有濃厚興趣，因為一誠走了一條不尋常的道路，與歷代赤龍帝宿主不同。奧菲斯想觀察一誠在以後的道路上會發生什麼事情而暫住一誠的家。稱一誠為胸部龍，並長期瞪著一誠。
在一誠死亡後與德萊格對話並明白一誠變強的原因。在一誠臨死前和一誠成為了朋友，稱一誠為唯一的朋友，並且永遠不會忘記。
第12卷中為了讓一誠復活，而用自己的力量將偉大之紅所提供的部份身軀，重新塑造一個新的身體給一誠使用。之後應一誠的邀約而住進兵藤家，不過由於本身還是被通緝的狀況，因此為了不讓被追查到她的力量波動，而被下了強力的封印術來封印那等同二倍天龍的力量。
沒有性別的概念，許多年前似乎是化身為老人，不知為何後來改成了少女的姿態；目前是被當作女孩子看待。
與莉雅絲與一誠去百貨公司購物走失，在百貨公司服務處替神祕學研究社社員與相關人等做了很丟人的描述，以尋人啟事廣播。事後駒王學院有學生拿這事來取笑相關人等。
在正式住進兵藤家後，有時會在一誠和其他人相處時突然出現，而且都是從一些奇怪的地方（如衣櫥或是大浴場的浴池裡）冒出來。
兵藤家屋頂有一小神祠供奉奧菲斯龍神，機緣巧合下，與前來幫忙蓋神祠的九重成為了朋友。
第20卷中被尼德霍格打成重傷並失去意識，在一誠與列澤維姆對戰時在一誠的心里出現並且與一誠創造出新的霸龍『龍神化』幫助一誠擊退列澤維姆。
第21卷中承擔了一誠『龍神化』反噬的力量而成長成為一名巨乳美女。
第22卷中再次變回小女孩。
莉莉絲（Lilith）
奧菲斯的分身，是由奧菲斯被奪走的力量重新塑造出來的另一個奧菲斯，擁有與奧菲斯一樣的外表。被李澤維姆以自己母親的名字予以命名。
即使是重新塑造出來的另一個奧菲斯，也對偉大之紅及一誠（因體內有偉大之紅及另一個奧菲斯的氣味）有興趣。
比起另一個奧菲斯較缺乏表情變化。
「邪龍戰役」後住進兵藤家。

### 西迪眷屬
蒼那·西迪（Sona Sitri，聲：高森奈津美）
駒王學園三年級生，化名支取蒼那並擔任駒王學園的學生會會長，西迪家的下任宗主。在西洋棋中的階級與莉雅絲同樣是國王，是學校裡的第三大美人。
身高166cm，生日：6月7日。三圍：B77 W57 H83。
在排名遊戲與莉雅絲對戰時展現強大的實力，擅長使用水系的魔術；與力量壓倒型的吉蒙里眷屬不同，西迪眷屬擅於有條理的戰略來擊敗對方。
姊姊是現任魔王之一的利維坦，對於姊姊的溺愛相當頭痛。
自以為很擅長製作點心，但制作甜品蛋糕的能力非常差（本人沒自覺），會使用各種離譜的食材，做出看似非常好吃蛋糕的天才，平時心情一好就會制作蛋糕給學生會成員吃。
夢想是開創一所不分階級的排名遊戲學校。
原有未婚夫，用西洋棋將未婚夫徹底打敗後就與他解除婚約了。
在一誠與莉雅絲開始交往後，曾提到過自己也想要有個男友。雖然一誠向她推薦匙，但是卻聲稱自己只把匙當作弟弟。
在第16卷中已開始策畫夢想創立的排名遊戲學校。
匙元士郎（聲：井口祐一）
蒼那會長的下僕，學生會的書記。與一誠同樣是高中二年級，階級也同樣為士兵；原本看不起一誠，後來得知木場過去的遭遇並一起幫忙解決王者之劍的問題，之後與一誠等人成為朋友。與一誠有些同類般的關係（擁有龍之力量的士兵）。是個眼鏡控。
體內擁有神器黑之龍脈，可以伸出黑色長索纏住敵人，並吸取其本身或是神器的力量。因為這個神器而讓匙在轉生時使用了4個士兵棋。
面對同樣是士兵但是卻被傳說中的龍之帝王所寄宿的一誠非常自卑，一直以一誠為目標想要超越一誠。
神器中有著黑邪龍王一部份的靈魂，在第7卷時被阿撒塞勒灌注了其他3個同樣有黑邪龍王靈魂的神器，分別為邪龍黑炎、漆黑領域以及龍之牢獄，使用這四個神器，匙就能使用新能力「龍王變化」，但是需要一誠在附近否則會進入暴走狀態。
喜歡蒼那，夢想是與蒼那奉子成婚還有成為排名遊戲學校的老師。
被學生會中的花戒和仁村所愛慕著，但是本人完全不知道。
第17卷藉由與紫炎魔女華波加的戰鬥而達到禁手罪科的獄炎龍王。
真羅椿姬（聲：木村亞希子）
駒王學園三年級生，蒼那會長的下僕，學生會副會長，階級為西洋棋中的皇后。
長髮、戴眼鏡，武器是長刀；擁有神器追憶之鏡，當鏡子被對方打破後，會將受到的傷害加倍反射回去。
原本對木場就已經有好感，第5卷中被木場擊敗後就喜歡上他。
第15卷中得知，是蒼那最初選擇的眷屬，以及真羅家是源遠流長的退魔師的家族，而且因為椿姬是能通過鏡子呼喚異形的存在的體質（追憶之鏡），而一直遭受近乎於隔離的待遇。
於第19卷中展現亞種禁手望鄉的茶會，能夠從張開的追憶之鏡放出擁有特殊能力的魔物，魔物的能力主要並非直接性的武力。發動條件是要用的追憶之鏡進行一定數量的反擊。
由良翼紗
二年級生，精於體術，階級為西洋棋中的城堡。
阿撒塞勒提供了人工神器「精靈與龍光之盾」給她使用。
暗中也是喜歡一誠×木場的傳聞的人，曾和草下一起問一誠和木場之間到底誰是攻誰是受。
喜歡狂野的男生，是一誠的粉絲。
巡巴柄（聲：安野希世乃）
二年級生，出身於日本退魔師的家族，階級為西洋棋中的騎士，武器是日本刀。
阿撒塞勒提供了人工神器「閃光與暗黑的龍絶刀」給她使用。
喜歡年紀比自己小的人，是加斯帕的粉絲。
草下憐耶
二年級生，階級為西洋棋中的主教，是木場的粉絲。
花戒桃（聲：小松未可子）
二年級生，階級為西洋棋中的主教，原本喜歡木場，但是後來認為木場高不可攀而喜歡上匙。
阿撒塞勒提供了人工神器「刹那的絶園」給她使用。
原作中是黑髮，動畫中則改為白髮。
仁村留流子
一年級生，學生會的士兵。
阿撒塞勒提供了人工神器「玉兔與嫦娥」給她使用。
喜歡匙，私底下與花戒激烈地爭奪著匙，支持一誠能去追求蒼那。
班妮雅（Bennia）
本身是冥府最上級死神奧迦斯與人類所生的少女。習慣性藏在角落或陰暗處擅長使用轉移或隱身類魔法。
因為跟父親鬧翻所以離開冥府、後來向在尋找騎士的蒼那毛遂自薦而成為她的眷属。
論實力來說至少也是中級死神的程度，死神之鎌的攻擊力連強化後的吸血鬼也能一撃必殺。
是胸部龍的大粉絲。
路卡爾（Lugaru）
就讀於駒王學園大學部的大學生，後來成為蒼那的眷屬，階級為西洋棋中的城堡。
本身是狼人與名門魔女的混血兒，除了可狼人化外也可以使用魔法。

### 巴力代表
塞拉歐格·巴力（Sairaorg Bael，聲：中村悠一、小市真琴（幼少期））
生於72柱之首的大王－巴力家，原本被逐出家族在巴力家領土的邊緣居住，後來回到巴力家打敗了現任宗主與下任宗主人選的弟弟後，成為下任巴力家的宗主。母親是來自第60柱掌管獅子的瓦布拉，塞拉歐格因而被稱為獅子王。和莉雅絲與瑟傑克斯有著表親的關係。
雖然出生於巴力家，卻和被稱為天才的莉雅絲不一樣，作為巴力家長男的他並沒有繼承到巴力家血統的毀滅之力，他的母親也因為生下沒有繼承到力量的塞拉歐格而被視為家恥，也因此母子都受到排擠、歧視。後來母親因病而陷入長期睡眠中，塞拉歐格為了保護母親不被繼承權爭奪所影響，將母親移居到西迪家的領地內調養。而為了讓眾人承認他，立志成為魔王，想創造一個無關家世，只要有實力就能實現夢想的世界。
由於沒有繼承到毀滅之力，所以他對自己進行了嚴苛的修行，透過瘋狂般的嚴苛修行讓自己獲得「力量」，在阿撒塞勒編排的六位新人的能力數字表裡，塞拉歐格的魔力與輔助是最低數值，但是卻靠著「力量」這一數值遠凌駕了其他五位的數倍，成為了新人上級惡魔中的首位。速度比木場還要快，而力量也遠超越了禁手的一誠，即使在力量受到術式限制的情況下，依然能光靠拳頭就輕易地擊碎赤龍帝的鎧甲，在解開身上的術式限制後旺盛的生命力會成為一股可視程度的鬥氣纏繞全身。
馴服了暴走的神滅具獅子王的戰斧，並且用了七顆士兵棋子將其轉生成惡魔。由於塞拉歐格擅長肉搏戰鬥而發展出了亞種禁手獅子王的剛皮。
在第21卷時，對上排名遊戲第三位，取得了霸之理，使出了新絕招獅子王的紫金剛皮·霸獸式，擊敗了對手。
霸獸解放咒文：
「——即使此身此魂墮入千尋深淵幾千回！」
『吾與吾主也要奔上王道幾萬回，直至此身此魂消磨殆盡！』
「低吼吧，誇傲吧，屠殺吧，然後閃耀吧！」
『——即使此為魔獸之身！』
「——寄宿於吾之拳上吧，光輝之王威啊！」
「——飛舞吧！」
『——飛舞吧！』
「『——盡情綻放吧！』」
「『——霸獸解放——————————————！』」
貝魯卡·福爾卡斯
塞拉歐格的眷屬，階級為西洋棋中的騎士。
迪芬·克羅賽爾
塞拉歐格的眷屬，階級為西洋棋中的騎士。
高多馬·巴拉姆
塞拉歐格的眷屬，階級為西洋棋中的城堡。
克里阿娜·安德烈艾爾
塞拉歐格的眷屬，階級為西洋棋中的主教。
拉多拉·布涅
塞拉歐格的眷屬，階級為西洋棋中的城堡。
密斯緹達·斯伯諾克
塞拉歐格的眷屬，階級為西洋棋中的主教。
奎莎·亞巴頓
塞拉歐格的眷屬，階級為西洋棋中的皇后。

### 阿加雷斯代表
絲格維拉·阿加雷斯（Seekvaira Agares，聲：芳野由奈）
大公阿加雷斯的繼任宗主，新生代六人的其中之一。
戴著眼鏡的美人；與西迪一樣擅長技術型戰鬥。
喜歡巨大機器人，在這方面與一誠有共通的話題，但狂熱程度在一誠之上；對於巨大機器人更是有超出常裡的誤解，認為機器人是人類的常用兵器。

### 轉生天使
杜利歐·傑蘇阿爾多（Dulio Gesualdo）
原本是最強的人類驅魔師，後來轉生成天使，職位為Joker，擁有10枚純白色的羽翼。第二強的神滅具煌天雷獄的持有者。
個性相當輕浮及天然呆，原本在世界各地進行美食之旅。在第12卷中根據米迦勒的「赦令」，作為瑟傑克斯的護衛前往冥界深處的冥府，在即將離開時將冥府中大部分的死神都給予凍結。
擁有成為熾天使的潛力，持有的神滅具煌天雷獄可以控制天氣、支配所有的屬性，根據持有者的能耐，即使在室內也可以行使相當程度的能力。
戰鬥方式不會主動進攻而是一邊迴避對手，一邊攻其不備的高難度的戰鬥方式。
小時候被捲入某個國家的内亂後，在父母死去後成為了孤兒，其後就一直在教會的設施中生活着，而神器就在那時候覺醒了。因爲寄宿着在神滅具中也是最上位的神器煌天雷獄，也因此使自己的生活發生了翻天覆地的變化。
在覺醒了力量後就離開了教會的設施，去了戰士培養機構作爲教會的戰士接受了訓練。而過於卓越的才能讓使杜利歐在幼年時就無視個人意願被培養成了戰士。
目前擔任D×D的隊長，稱一誠為老大。
第23卷中，成立「天界的王牌」隊，願望是「不再讓孩子因神器的負荷而死亡」。目前戰勝「燚誠之赤龍帝」隊。
將煌天雷獄發展出獨特的技能七彩的希望，製造出無數個泡泡，讓旁者回憶起過往、撼動其心靈而無力再戰。
葛莉賽達·夸塔（Griselda Quarta）
原本是擔任驅魔師，是個在女性驅魔師中也能排進前五名的強者，後來成為加百列麾下的轉生天使，職位為Q。
伊莉娜的上司，在教會本部也是潔諾薇亞的前輩。為人嚴格，會訓斥每個不知禮節的人。講話相當毒舌。
是唯一一個能令潔諾薇亞抬不起頭的人，同時也是少數能治理杜利歐的人。
由於加百列的花色是紅心而葛莉賽達本身又為Q，因而有個『紅心女王』的稱號。
紫藤伊莉娜
詳情請參照「紫藤伊莉娜」。

### 瓦利隊
瓦利·路西法（Vali Lucifer，聲：逢坂良太）
魔王路西法的後代，是路西法的孫子與人類女子所生下的混血，神滅具白龍皇的光翼的持有者；因為繼承了路西法的血統又被白龍所寄宿著，所以不管是在過去、現在甚至是未來，他都是最強的白龍皇。唯獨無法忤逆拉維妮雅。
和一誠一樣，並不沉溺在「霸」的力量，相對地則是運用身為路西法血統的繼承者所擁有的才能，極盡自己的可能性來探索「白龍皇」的力量，並非隨著「霸」暴走，而是掌控「霸」，讓自己成為真正的霸王。
雖然對於自己的路西法血統感到驕傲，但是對於魔王路西法的位置完全沒有興趣。
原本是屬於神子監視者的神滅具使用者，後來被舊魔王利用可以和強者對戰的理由而被拉攏至禍之團。雖然在三方會談時攻擊了阿撒塞勒，但是實際上很重視他，將他視為父親般的人物。
在年幼時遭到自己的父親迫害，因而離開家中並被阿撒塞勒收養。之後得知當年父親是受到李澤維姆的慫恿才會做出此一舉動，因而非常憎恨他。
是個戰鬥狂，遇到強大的對手會毫不猶豫地衝上去打，也曾經因為想跟洛基創造的的芬里爾交手而跟一誠等人聯手（實際上是想捕獲芬里爾）。最想一戰的最終目標就是偉大之紅，不滿自己身為「白」卻落後於「紅」，而想讓自己成為真白龍神皇。
曾被奧丁問到最喜歡女人的哪個部位，瓦利回答臀部後被稱為「臀龍皇」。
在禍之團中只有他的勢力被允許不使用奧菲斯的蛇，第12卷中展現了完成的「霸」之力，以白銀的極霸龍的力量秒殺了黑帝斯派出來的最上級死神。
在21卷中確認了自己守護的覺悟，阿爾比恩也受其影響的認同了自己身為毒龍的身份，以此契機在奧菲斯的幫助下抵達新的領域，成功的完成了結合路西法之力和天龍之力的「魔王化」壯舉，憑此戰勝了天龍級的阿日·達哈卡。
白銀的極霸龍咒文：
『吾，乃覺醒者——乃將律之絕對墮於黑暗之白龍皇也——』
『窮究天龍之極！
『行白龍之霸道！』
『吾等將克制無限、吞噬夢幻！』
『穿越無限的破滅及黎明的夢想而行霸道——吾，當成無垢的龍之皇帝——』
『領汝走上白銀的幻想及魔道的極致。』
魔王化咒文
「寄宿於吾之無垢白龍啊，甚而降服霸之理吧——」
『吾所寄宿之白銀明星啊，登上黎明之王位吧——』（阿爾比恩）
「——濡羽色之無限之神啊。」
『——玄玄然之惡魔之父啊。』（奧菲斯）
「『接納吾等超克窮極之誡吧。』」
「『『——汝，玲瓏然於吾等之耀中跪地拜倒吧！』』」
美猴（聲：保村真）
繼承了鬥戰勝佛孫悟空的血脈的猴子，擁有與孫悟空相同的金箍棒和筋斗雲。在第5卷中，由於一誠以莉雅絲的乳頭為契機而開啟了禁手，之後對一誠產生了注意。
在第6卷中，因為使用了咒語而成為霸龍的一誠戳了莉雅絲的乳頭復原後笑翻不已，還替她取了開關公主的綽號。
個性是被坦尼以及三藏法師認為與初代鬥戰勝佛最像的，兩人都一樣有愛玩的個性，長相也很像。
黑歌（聲：高橋未奈美）
小貓的姊姊，原本在失去了父母後與小貓相依為命，但直到某日被一位惡魔領養了以後成為了那位惡魔的眷屬，能力也漸漸地突顯出來，最後不僅會使用只有神仙才會使用的仙術，還將主人殺死成為了離群惡魔，是擁有最上級惡魔實力的離群惡魔。
第5卷中讓自己的黑貓潛入宴會藉此與小貓見面，並想拉攏小貓加入禍之團，最後由於小貓懼怕自己本身的力量以及一誠進入了禁手狀態而告吹。
第7卷中想勸誘一誠與她發生關係來脫離處男，其實主要是為了得到寄宿著龍的人類DNA和戲弄小貓，最後被小貓阻止。
當年殺害自己主人的理由是為了保護小貓。在第11卷中替小貓抵擋攻擊而受到重傷。
在擔任惡魔眷屬時的階級為西洋棋中的主教，在轉生時使用了2個主教的棋子。
第14卷開始和勒菲寄宿在兵藤家。
第16卷結尾和勒菲正式成為兵藤家的食客。
第24卷末表明自己喜歡上了一誠，並且答應了一誠的求婚。同時在一誠的初夜之戰敗給了小貓。
亞瑟·潘德拉岡（Arthur Pendragon，聲：石川界人）
為英國傳奇國王亞瑟王的後裔，持有聖劍王者之劍的七把碎片中最強的支配的聖劍，同時也持有連空間都能切斷、據稱是地上最強的聖劍－聖王劍柯爾布蘭，因而被稱為最強的聖劍士。
在第7卷中使用柯爾布蘭與芬里爾幼狼戰鬥時展現出其恐怖的鋒利，能輕易地刺瞎眼睛、砍斷四肢並切斷牙齒。後來使用支配的聖劍將芬里爾馴服。
在第11卷中將支配的聖劍交給了勒菲，讓勒菲轉贈給潔諾薇亞以讓王者之劍重新合而為一。
原本是英雄派的成員，後來對英雄派的事務失去興趣且認為瓦利比曹操更容易溝通，因此加入了只想和強者對戰的瓦利隊。
非常喜歡紅茶，會在進食時取出自己專用的茶壺來沖茶，喜歡紅茶的程序到了只要紅茶高級的話就算吃什麼也沒有問題。
儘管也是戰鬥狂，但也非常擔心勒菲，一直希望勒菲能過正常的生活而不是像自己一樣的戰鬥生活。
勒菲·潘德拉岡（Le Fay Pendragon，聲：篠田南）
瓦利隊所屬的初中生魔法師，亞瑟的妹妹，同時也是乳龍帝影集的影迷。
完全沒有散發出恐怖組織成員的氣息，之所以加入瓦利隊是因為擔心哥哥。
本人精通魔法，更和芬里爾及歌革和瑪各締結了契約。
平時在瓦利隊中是負責下廚的，當勒菲不在時，全員都是吃泡麵。
在第14卷開始和黑歌寄宿在兵藤家。
第17卷時正式與一誠簽訂下為期五年的魔法使契約。
曾經是黃金黎明協會的成員，但是在加入瓦利隊後就遭到除名。
芬里爾（Fenrir）
洛基所創造出來的狼，擁有弒神之牙，被牠咬到後皆會造成重傷，大多數的魔力攻擊也對牠無效。
第7卷時與洛基一同現身並試圖擊殺奧丁，後來吉蒙里眷屬與瓦利隊聯合對抗洛基，瓦利隊的成員便將芬里爾移轉到別處並將其馴服。
知性極高，能夠聽得懂人類說的話。個性高傲，在心目中將黑歌與美猴視為比自己低等的生物，而對待自己非常親切的勒菲的地位等同盟友，在戰鬥中主要是保護勒菲為主。
戈革瑪各（Gogmagog）
上帝在古時候製作的戰爭兵器，在機能停止後被放置在次元間隙。在瓦利進入次元間隙時偶然被發現，瓦利就將其回收並成為瓦利隊的一員。
是個體型非常巨大的石巨人；由於體型龐大，平時需要收納在次元間隙當中。

## 駒王學園

### 新學生會成員
潔諾薇亞·夸塔（Xenovia Quarta）
學生會長（2年級）
詳情請參照「潔諾薇亞·夸塔」。
匙元士郎
副會長（2年級）
詳情請參照「匙元士郎」。
巡巴柄
書記（2年級）
詳情請參照「巡巴柄」。
加茂忠美
書記（2年級）。
百鬼黄龍
書記（1年級）。
草下憐耶
會計（2年級）。
詳情請參照「草下憐耶」。
仁村留流子
會計（1年級）。
詳情請參照「仁村留流子」。
蜜拉卡·沃登堡（Miraka Woldenberg）
會計（1年級）。

### 已知惡魔存在的學生
安倍清芽
駒王學園3年級生，網球社的社長。本身出自魔獸使家系，能夠熟練地操控其它魔物，對於魔物的知識也相當豐富。相當瞧不起駒王學園內的惡魔們，但對身為赤龍帝的一誠很感興趣。
曾被父親強迫訂婚而向吉蒙里眷屬尋求幫助，在一誠通過父親的魔物使測驗後開始對他有好感。
桐生藍華（聲：山崎遙）
一诚的同班同学，愛西亞的朋友，是少數能和色狼三人組一同行動的女生，常常調侃他們。
戴著眼鏡，號稱能測量男生的小兄弟的大小。常常教愛西亞一些很色的知識以及喜欢谈论工口话题，被稱為「大師」。
在第19卷中提到早已得知一誠等人的真面目，是潔諾薇亞的常客。
火照幸彦

### 一般學生
松田（聲：內匠靖明）
一誠在學校的好友，色狼三人組之一。
平頭。在初中時體育成績相當不錯，但是在高中時為了拍下女生的照片而加入攝影社。
很忌妒被女孩子圍繞的一誠。
元濱（聲：中國卓郎）
一誠在學校的另一個好友，色狼三人組之一。
戴著眼鏡，號稱能夠將女生的身體資料數值化。是個蘿莉控。
村山（聲：石原夏織）
一诚的同班同学，剑道部部员。
片瀬（聲：小倉唯）
一诚的同班同学，剑道部部员。

## 惡魔陣營

### 四大魔王
瑟傑克斯·路西法（Sirzechs Lucifer，聲：諏訪部順一）
原出自吉蒙里家族，是莉雅絲的哥哥，同樣有著一頭紅髮、長相帥氣被稱為「紅髮魔王」，相當看好一誠，也相當疼愛莉雅絲，一誠能破壞莉雅絲和萊薩的婚約也是因為有他的幫忙。繼承了來自母親家的血統－巴力家的毀滅之力，可以將自己的毀滅之力壓縮到子彈般的魔彈而且威力無比，甚至還可以自由的同時控制複數的魔彈，攻擊敵人的要害點。
據傳是現任四位魔王中最強的一位，因為擁有毀滅魔力優勢，力量甚至超越初代路西法。工作內容涉及其他三位魔王的領域，在現任四大魔王中稱得上是領導人的地位。
雖然看起來威風凜凜，不過實際上個性相當隨便，有著寬大的包容心胸而常開一些奇妙的玩笑，以來自赤龍帝的贈禮將倍增的力量轉讓給莉雅絲的胸部的點子也是出自瑟傑克斯。三方會談時以視察城市的名義進行實質上的觀光，其觀光地點甚至包括對惡魔來說是禁地的神社。更為了家族私事而蹺掉四大魔王的聯合會議，不過由於個性隨便可說是現任四大魔王的特點，因此對於蹺掉會議的瑟傑克斯，其他三位魔王也只是一笑置之。
本身為三大惡魔超越者的其中一位，現在所擁有的人形也只是造出來的假象，其真正型態就宛如是具有意識且強大到可稱為胡扯的毀滅魔力凝聚體，原本在隱藏原型下就已經堪稱比初代路西法強大，據說恢復真正面貌後的力量是初代路西法的十倍。
認為已經到了該世代輪替的時候，現任的四大魔王應該要準備卸任，而且認為莉雅絲跟塞拉歐格是最適合成為下代魔王的候選。
第4卷要一誠直接稱呼他為「大哥」也沒關係，並表示莉雅絲自從遇到一誠之後變得較為開心而感到欣慰。對於阿撒塞勒初期主動接觸一誠，似乎頗為不悅。
魔王戰隊撒旦連者中的隊長撒旦紅。
在邪龍戰役後與阿撒塞勒等首領進入封印結界對抗666；用法術讓葛瑞菲雅睡去而不讓她跟來，與一誠道別時希望他能夠常常陪葛瑞菲雅說話。
眷属中没有神器的使用者，因此不惧怕李泽维姆的「神器无效化」。
賽拉芙露·利維坦（Serafall Leviathan，聲：清水愛）
原出自西迪家族，是蒼那的姊姊，個性較為開朗，非常喜歡日本的魔法少女，經常參與各種相關活動。
對於蒼那可以說是到了溺愛的程度，甚至可以輕易的對墮天使與天界發動戰爭。總是以聽起來像是玩笑，但感覺又異常認真的態度說著要攻擊天界或墮天使，對此蒼那非常的頭痛，因此平常都不會跟賽拉芙露聯絡，但是賽拉芙露也因此會說著「都不跟我聯絡，害我寂寞地想要進攻天界」之類的危險宣言。一誠因此在心裡稱她為「魔王少女」。
擅長使用冰屬性的魔術，一擊就可以將大平原變成凍原。
在四位魔王中負責擔任外交工作，對此一誠感到相當不安，深怕賽拉芙露會因為一些小事就跟其他勢力宣戰。
魔王戰隊撒旦連者中的撒旦粉紅。
喜歡蒼那所創作的毀滅味覺級的蛋糕，使得學生會成員都不敢把蛋糕難吃的事說出去。
在邪龍戰役後與阿撒塞勒等首領進入封印結界對抗666。
法爾畢溫·阿斯莫德（Falbium Asmodeus）
原出自格喇希亞拉波斯家族，擔任魔王一職但是卻不喜歡工作，為了讓自己盡量減少工作量而聚集並且訓練了一些有才能的眷屬，除了一些非要自己親自出面的事情外，基本上工作都是交給眷屬。
在四位魔王中負責軍事方面，被尊稱為冥界最強戰術、戰略家。
魔王戰隊撒旦連者中的撒旦藍。
在邪龍戰役後與阿撒塞勒等首領進入封印結界對抗666。
阿傑卡·別西卜（Ajuka Beelzebub，聲：柳田淳一）
原出自阿斯塔蒂家族，是構築排名遊戲基礎理論也是負責製造惡魔棋子的人，在術式與程式上非常優秀，喜歡研究開發新的術式，也很喜歡在自己創造的術式裡面秘密編入隱藏要素。與瑟傑克斯既是朋友也是對手，曾經和瑟傑克斯競爭路西法的稱號，但是因為瑟傑克斯的號召力比較強，所以路西法由他擔任，而自己改為擔任別西卜，然而自己對於魔王一位實際上並沒有什麼興趣，擔任魔王的理由很簡單，只因為瑟傑克斯成了魔王所以自己也成了魔王。
在四位魔王中負責擔任創始術式程序技術開發的最高顧問，喜歡開發術式加入隱藏要素，更期待自己所發開出來的術式因為一些意外的因素而朝他所沒想過的方向進化，因此現在最感興趣的就是將棋子的力量與赤龍帝的力量融合，讓四顆普通士兵棋子轉換成突變棋子的一誠。
與瑟傑克斯一樣是超越者，其能力霸軍方程式可以把一切力量與現象都用術式的形式表現出來，而透過術式可以隨意的支配、改寫並強化他人的攻擊。
魔王戰隊撒旦連者中的撒旦綠。
邪龍戰役後沒有與瑟傑克斯進入結界，而是留下來繼續管理冥界並發展新制度。
30年後仍然於新制七大罪中擔任魔王，也是六名超越者之一。

### 路西法眷屬
葛瑞菲雅·路基弗古斯（Grayfia Lucifuge，聲：世戶沙織）
瑟傑克斯的妻子，同時兼任吉蒙里家的女僕以及現魔王路西法的眷屬，階級為西洋棋中的皇后。
做事相當認真並且公私分明，做為魔王路西法的皇后，以下屬的身份督促瑟傑克斯工作，而作為女僕與吉蒙里家的人保持主僕關係，在工作的時間中不喜歡被提及自己是路西法之妻的身份，但是一到休假時就會以葛瑞菲雅·吉蒙里的身份，成為對莉雅絲相當嚴格的姊姊。
出生於序外惡魔家系中的名門路基弗古斯，家族世世代代都是作為心腹侍奉於舊魔王的路西法，實力之強眾所皆知。在惡魔改革時還曾經作為舊魔王派的一員上前線與改革派交手對峙，甚至與賽拉芙露爭奪過最強女惡魔的稱號。但是在改革時期卻與改革派中的英雄瑟傑克斯·吉蒙里相戀，在改革完後舊魔王派被趕到冥界的一隅，但葛瑞菲雅與瑟傑克斯彼此卻更加的相愛，在跨越黨派爭鬥的無數考驗後終於步上禮堂，兩人之間的戀情故事在冥界中幾乎成了傳說。
被稱作是所有眷屬中最強的皇后，外號為銀髮的殲滅皇后。
本身對丈夫瑟傑克斯向一誠的父母提起自己是他妻子感到不高興而捏瑟傑克斯的臉頰，有時也會拿紙扇打他，對於他們的孩子米利凱斯也不習慣他在別人面前用母親等詞語稱呼自己。
其嚴格的氣場使得路西法眷屬全體成員以及瑟傑克斯本人不得不乖乖聽話。
魔王戰隊撒旦連者中的撒旦黃。
一旦喝醉後性格就會變得稍微有點調皮，不像平時嚴謹的形象。
在邪龍戰役後，原本要與瑟傑克斯一起進入結界，但瑟傑克斯以孩子需要母親為由，用法術讓葛瑞菲雅睡去並讓她留下來。
之後化名為碧娜，加入一誠的國際排名大賽隊伍中，階職為"皇后"。
炎駒
轉生惡魔，原為神聖的生物麒麟，是現魔王路西法的眷屬。本來作為聖獸應該是無法轉生成惡魔，全惡魔中只有瑟傑克斯才有能力將其轉生，他的存在就等於證明了瑟傑克斯的能力已經超越惡魔的規格。
階級為西洋棋中的士兵。
貝奧武夫（Beowulf）
傳說中的英雄貝奧武夫的後裔。曾經挑戰過瑟傑克斯，身為人類卻能讓瑟傑克斯受傷，但是最後還是遭到擊敗。在那之後成為了瑟傑克斯的眷屬。
似乎常常被使喚去作跑腿的工作。
階級為西洋棋中的士兵，放眼整個惡魔界也是排名前5名的士兵。
沖田總司
新撰祖第一番隊隊長，也是木場的劍術師傅。
在生病時為了免於病死而施行了各種魔術儀式，並無意間召喚出了處在黑貓型態的瑟傑克斯。
由於重複進行了多次的魔術儀式，目前是作為各種魔物的巢穴，可以僅憑自己一人便進行百鬼夜行，可稱之為日本版本的凱迷拉。
階級為西洋棋中的騎士，因為體內有各種魔物，所以轉生時使用了兩顆騎士的棋子。
麥格雷戈·梅瑟斯（MacGregor Mathers）
路西法的主教，在近代使用西洋魔術的魔術師，也是秘密魔術組織黃金黎明協會的創始者之一。
是研究魔術中禁止的存在－禁術的第一人。
在轉生時使用了兩個主教的棋子。
蘇爾特·次代（Surtr Second）
北歐神話中的火巨人蘇爾特的複製體。因為是複製體而在名稱後面加上次代，暱稱也是次代。
在被北歐眾神創造出來後卻進入暴走狀態，因而被眾神拋棄。在被拋棄、即將被自己的火焰燒成灰燼時遇到了瑟傑克斯，並成為了他的眷屬。
階級為西洋棋中的城堡；由於是用突變棋子轉生，可被稱為所有眷屬中最強的城堡。
個性豪放不拘，也常常不經大腦思考就行動；在對抗超獸鬼時，也因為一開始就把燃料耗光而無法參與最後的戰鬥。
稱瑟傑克斯為大哥。
巴哈姆特（Bahamut）
路西法的城堡，被稱為「深海的光魚」。平常是作為眷屬們的交通工具。

### 原72柱

#### 吉蒙里家
吉歐提克斯·吉蒙里（Zeoticus Gremory，聲：速水獎）
瑟傑克斯與莉雅絲的父親，現任吉蒙里家的宗主，家族的領地大概有日本本島這麼大。雖然外觀看似嚴格但其實個性相當隨和也有點像小孩子，曾直接跟一誠說叫他爸爸也沒關係。
相當期待一誠與莉雅絲何時會結婚。
就像瑟傑克斯與葛瑞菲雅的關係一般，也是妻管嚴，常常在維妮拉娜面前抬不起頭，一犯錯馬上跪地投降。
維妮拉娜·吉蒙里（Venelana Gremory，聲：白石真梨→高橋美佳子（HERO））
瑟傑克斯與莉雅絲的母親，原姓是巴力，有著「亞麻髪的絶滅淑女」的別名。
和莉雅絲十分神似只是頭髮是亞麻色而已，很喜歡京都產的醬菜。
氣場與葛瑞菲雅一樣嚴格；與丈夫都相當期待一誠與莉雅絲何時會結婚。
米利凱斯·吉蒙里（Millicas Gremory，聲：小澤亞李）
瑟傑克斯與葛瑞菲雅的兒子也是莉雅絲的侄子。雖然是魔王的長子、但由於現在魔王並非世襲制，所以仍然姓吉蒙里。也是在莉雅絲之後的吉蒙里家宗主候補。
由於有著魔王與其「皇后」的血統，本身實力當然無庸置疑。雖然自身能力很強但仍然有著努力向上的個性。
在30年後成為六位超越者之一。
海因里希·柯內留士·阿格里帕（Heinrich Cornelius Agrippa）
現任吉蒙里宗主的眷屬，階級為主教。

#### 菲尼克斯家

勒瓦爾、萊薩和蕾維兒的父親及現任菲尼克斯家的當家。
菲尼克斯夫人（Mrs Phenex，聲：園崎未惠）
本名不明。勒瓦爾、萊薩和蕾維兒的母親及現任菲尼克斯卿的妻子。從事製作需求量高的菲尼克斯眼淚。曾暗示過一誠，在他以後獨立出來成為國王後，就可以馬上和她進行眷屬交易把蕾維兒帶回去。
勒瓦爾·菲尼克斯（Ruval Phenex）
菲尼克斯家的長男及繼任宗主。萊薩和蕾維兒的大哥。
言行舉止有禮貌，在排名遊戲上也具有前十名的實力。
萊薩·菲尼克斯（Riser Phenex，聲：子安武人）
菲尼克斯家的三男。莉雅絲的原婚約者，原本預定是要入贅至吉蒙里成為莉雅絲的丈夫，擁有不死鳥的所有特性：浴火重生、眼淚可以治癒傷病。擁有的眷屬皆為女性，被一誠稱為臭鳥。在與一誠等人進行非正式的排名遊戲時，也靠著不死之身贏得比賽。後來在婚禮上被一誠利用強化後的聖水、十字架以及支付代價後進入的不完全禁手打敗後，大受打擊閉門不出。事後還被一誠取了「烤雞男」的綽號。
其實本身並不壞，只是犯了上級惡魔的通病，非常看不起下級惡魔。在婚禮上與一誠戰鬥時承認了一誠的執著與潛能，並且允諾婚後將會對一誠進行徹底的鍛鍊與培育，而在莉雅絲與塞拉歐格的比賽開始前，也特地前來替莉雅絲等人打氣，並且以職業現役選手的身份給予莉雅絲等人建議。
階級為西洋棋中的國王，由於是不死身，所以在排名遊戲時幾乎等同無敵，沒有真正敗給誰過。在正式的排名遊戲中戰績為10戰8勝2敗，但是那2場敗北是為了維持與別的家族之間的友好關係所以故意敗北。
在復出賽中與皇帝迪豪瑟·彼列對戰，不過萊薩只是被迪豪瑟用來引出阿傑卡問清排名遊戲的黑幕，暗地中被迪豪瑟打成重傷。
蕾維兒·（Ravel Phenex）
詳情請參照「蕾維兒·菲尼克斯」。

##### 萊薩·菲尼克斯眷屬
優貝露娜（Yubelluna，聲：山川琴美）
萊薩的「皇后」。
卡拉麥茵（Karlamine，聲：原田瞳）
萊薩的「騎士」。
西麗絲（Siris，聲：津田美波）
萊薩的「騎士」。
伊莎貝拉（Isabela，聲：櫻井浩美）
萊薩的「戰車」。
雪蘭（聲：中原麻衣）
萊薩的「戰車」。
美南風
萊薩的「僧侶」。
米拉（Mira，聲：齊藤佑圭）
萊薩的「士兵」。
伊魯、妮魯（Ile, Nel，聲：赤﨑千夏）
萊薩的「士兵」。
妮、莉（Ni, Li，聲：能登有沙、松永真穗）
萊薩的「士兵」。
朱麗亞、瑪麗歐、布倫特（Shuria, Marion, Bülent，聲：平田真菜、沼倉愛美、慶長佑香）
萊薩的「士兵」。

#### 巴力家
塞拉歐格·巴力（Sairaorg Bael）
詳情請參照「塞拉歐格·巴力」。
密蘇拉·巴力（Misla Bael）
塞拉歐格的母親及現任巴力當家的第一任夫人。出身自「元72柱」「瓦布拉家」。
捷克拉姆·巴力（Zekram Bael）
巴力家族的初代當家，是大王家的根源、惡魔界的最高權力者之一，其權力甚至在現魔王之上，亦是被記載於聖經中的傳說中的惡魔。
認為階級社會對惡魔是絕對必要存在的，只有繼承古老血統的惡魔才能算是真正的惡魔，因此雖然會關注有實力有未來的新人，但是還是會將貴族與平民和轉生者之間做出了區隔，認為是不同種族、不同世界的存在。但是並不反對兩者之間的來往，無論是交友還是戀愛都不否定。
由於活了太長的一段時間，因此對於時代的變遷相當的淡然，無論是現魔王的新政策還是三大勢力的結盟都能泰然的面對。但是唯獨在巴力的當家這點上絕不妥協，曾在莉亞絲與一誠面前公然宣告絕對不會讓塞拉歐格繼承大王的當家。
在初代魔王戰死後一直帶領大王家族支持冥界存續，所以認為比起魔王的名號大王的實權更為重要，也因此認為只有繼承毀滅之力的人才有資格成為當家。雖然不認可塞拉歐格成為當家，但是非常認同塞拉歐格的能力，認為塞拉歐格可以成為合適的魔王而支持著，此外也非常看好一誠。
麥格達蘭·巴力（Magdaran Bael）
塞拉歐格的同父異母弟弟。

#### 彼列家
迪豪瑟·彼列（Diehauser Belial，聲：濱田賢二）
現任排名遊戲第一名的強者，被稱為皇帝。
與其他前十名的玩家不同，迪豪瑟沒有使用傳聞中的國王棋子，是靠真實力登上第一名的寶座。
調查堂妹的死因而接觸到排名遊戲的黑幕，並得知了國王棋子的存在，利用萊薩的復出戰引出阿傑卡以及迪亞馬特問清內幕。
暗中協助李澤維姆奪走空中城市阿格雷亞斯，在第20卷時向全冥界爆出排名遊戲以及國王棋子的黑幕，最後被一誠的龍神化擊敗後喪失鬥志，在一誠與李澤維姆對決中，李澤維姆被打成重傷時，想用菲尼克斯眼淚治療自己，他利用之前與萊薩的復出排名遊戲戰分析菲尼克斯眼淚的魔力，趁機把它們全部變成「無價值」，讓李澤維姆沒辦法治療自己。
幫助一誠擊退李澤維姆後請求一誠殺死他，不過聽到一誠告戒繼續活著來補償罪過，之後老實地被繩之以法關進監獄。
第23卷時宣布復出，加入國際排名遊戲賽事。
克蕾莉亞·彼列（Cleria Belial）
迪豪瑟·彼列的堂妹。

#### 其他元72柱
迪奧多拉·阿斯塔蒂（Diodora Astaroth，聲：古川慎）
為現魔王別西卜的血親阿斯塔蒂的下任宗主，是修女控，他的眷屬都是過去有名的修女與聖女。
他是在愛西亞被稱為聖女的時候所救的惡魔，因為救了他所以愛西亞從原本的聖女變成魔女。然而這一切都是為了得到愛西亞而自導自演的戲碼，利用愛西亞的溫柔讓她被逐出教會再來接近她，但是沒想到卻被一誠破壞。
在排名遊戲新人戰前就與奧菲斯聯手得到蛇的力量，因而被查去與禍之團有所勾結。與一誠等人比賽時直接擄走愛西亞，後來被怒火焚身的一誠進入禁手後單方面痛毆，最後一誠雖然想放他一命，但是他卻被夏爾巴所殺。
傑發德爾·格剌西亞拉波斯（Zephyrdor Glasya-Labolas，聲：村田太志）
格剌西亞拉波斯家的繼任宗主，典型的小混混，個性下流而粗俗，原繼任宗主因為不明原因死亡才變成下任繼承人。
在排名遊戲新人戰中對上塞拉歐格，被壓倒性的力量擊敗後精神崩潰，從此沒再浮出檯面。

### 番外惡魔
梅菲斯托·費勒斯（Mephisto Pheles）
「番外惡魔」之一，是與舊魔王同時期的惡魔，但是與舊魔王派系交情不好，反而與瑟傑克斯等改革派成員有比較好的往來。
自己也有使用惡魔棋子的系統，階級為西洋棋中的國王。
魔法使團體灰色魔術師的理事，目前做為冥界與魔法使之間的契約中間人。
羅伊根·貝爾芬格（Roygun Belphegor）
比迪斯·亞巴頓（Bedeze Abaddon）

### 離群惡魔
拜薩（Viser，聲：水原薰）
背叛自己主人的離群惡魔。由於變成了離群惡魔，下半身成了可怕的怪物模樣，但上半身卻是全身一絲不掛，把一雙性感極致的極品超巨乳和極具誘惑性的好身材，百分之百裸露出來的妖豔美女，還能藉由不斷的搓揉乳房等色誘性的動作，從乳頭射出腐蝕性光線，一誠曾說過：「在我看來只是個喜歡暴露的大姐姐。」並認為她擁有這一身極為性感的乳房和身材，卻變成怪物的模樣實在可惜，最後被莉雅絲率領的眷屬消滅。

### 其他惡魔
坦尼（Tannin）
詳情請參照「坦尼」。
魯迪格・羅森克魯茲（Rudiger Rosenkreutz）
由人類轉生成惡魔，現在是最上級惡魔。銀色頭髮，外表看似20歲左右，在原本是人類轉生惡魔當中，唯一列名於排名遊戲榜上的一位，擁有翻盤的魔術師別名。
現排名遊戲榜第7位，原本出自魔術師組織「玫瑰十字會」的創設魔術師家庭，轉生惡魔後曾是「番外惡魔」瑪門家前任宗主的主教。
原本有一名孩子，但因生下來便帶有神器，加上對神器沒有抗性而死亡。生前的夢想是見到「杜利歐·傑蘇阿爾多」。因杜利歐·傑蘇阿爾多對其遭遇深感同情，使魯迪格・羅森克魯茲產生共鳴，決意成為杜利歐·傑蘇阿爾多隊上的教練，實現「不會再讓孩子因神器的負荷帶來死亡」的願望。

## 墮天使陣營

### 神子監視者

#### 上層幹部
阿撒塞勒（Azazel）
詳情請參照「阿撒塞勒」。
歇穆赫撒（Shemhazai）
墮天使的副首領，有一位與屬於惡魔的妻子所生的小孩。與阿撒塞勒不單是上司及下屬關係，還是出生入死的夥伴。
第12卷末，代替卸任的阿撒塞勒成為了新的墮天使首領。
巴拉基勒（Baraqiel，聲：稻田徹）
擁有10枚黑翼墮天使的幹部，實力與阿撒塞勒不相上下，可以操控雷光的「雷光使」，雷光的力量與規模是朱乃的十倍以上。與歇穆赫撒一樣是阿撒塞勒的生死之交。登場於小說第7卷。
是朱乃的父親，個性古板。原本因為乳龍帝誇大不實的謠言傳出來而不喜歡一誠，但是經過和洛基的戰鬥後，一誠與神秘的乳精靈幫忙解開了與朱乃之間的芥蒂，最後對一誠改觀並認同了他。
與愛妻姬島朱璃的認識是因為在一次重傷時，逃到朱璃的神社去，受到朱璃細心的照顧，後來朱璃因此有了身孕，巴拉基勒便搬到神社去與姬島母女一起生活。
愛妻朱璃之死，阿撒塞勒曾說自己也有責任，因為當時堅持要巴拉基勒回去處理一件事情，卻也讓巴拉基勒的敵人與一群術士有機可趁，襲擊三人住處，雖然將敵人全部解決，但是愛妻朱璃卻為了保護朱乃而犧牲，這件事巴拉基勒一直很愧疚。
第12卷末在歇穆赫撒擔任起總督一職後，巴拉基勒則開始擔任起副總督一職。
雖然個性非常的古板嚴肅，但是卻意外的是個傻爸爸。在朱乃原諒他之後經常給他做飯，喜歡朱乃做的飯菜，因為朱乃所做的飯菜有著跟愛妻一樣的滋味。
是個重度受虐狂，在妻子生前也常常玩SM的遊戲。

#### 幹部
可卡比勒（Kokabiel，聲：安元洋貴）
墮天使的幹部之一，有著10枚黑翼翅膀，是從上次戰爭中和魔王跟神戰鬥後存活下來的墮天使。
想要發動戰爭的戰爭狂，因為想跟米迦勒開戰而奪取王者之劍，沒有如願後又以駒王學院為中心展開圍繞聖劍的戰鬥，想讓瑟傑克斯出手介入後再次發動三方勢力的混戰。最後因為他獨斷獨行的想引發戰爭，被阿撒塞勒處以在地獄最下層的永久冷凍之刑。
巴爾帕·伽利略（Valper Galilei，聲：津田英三）
神子監視者的前教會成員，因為秘密進行『聖劍計劃』被發現而被逐出教會，人稱「鏖殺的總主教」。
非常痛恨將他驅逐的教會，因而加入神子監視者並幫助可卡比勒竊取王者之劍，企圖向教會以及天界宣戰。
看到禁手化後形成的聖魔劍推斷出上帝已死的實情，後來被可卡比勒所殺。
阿瑪洛斯（Armaros）
墮天使的幹部之一，主要在進行反魔術的研究。
個性粗獷豪放，喜歡扮成特攝英雄的反派。

### 「教會」
雷娜蕾（Raynare，聲：生天目仁美）
女性墮天使，外表美豔迷人又身材性感的巨乳女高中生，嬌軀非常性感火辣，個性強勢，女王類型，其衣著暴露無比，包括胸部周圍和下面的黑色帶狀物體(類似皮革)，用三根細帶子夾在臀部周圍的帶狀物體，僅能遮住陰部及乳頭，一大半的胸部、肚臍，甚至是臀部都幾乎全裸露在外，掛著小鍊子的手套，肩膀上的護肩狀物體，右肩上長出三根大釘子，以及黑色的大腿高跟鞋。因為受总督阿萨谢尔的命令来监视一誠體內的神器而化身為天野夕麻與他交往，然後殺了一誠。
後來瞞著上層幹部奪取愛西亞的神器聖母的微笑，但是愛西亞死後因為輕敵被一誠打敗，最後被莉雅絲所殺。
是一誠第一位女友(帶目的性的假裝)，暴露本性後的邪惡一面一度成為一誠的心魔，導致一誠即使喜歡女性卻不敢讓感情進一步發展，害怕身邊女性對自己的善意又是自己自作多情。在第十卷與塞拉歐格的比賽前夕受到愛西亞、小貓、朱乃的真情開導後，一誠才逐漸走出過去被雷娜蕾欺騙的陰霾。
多納席克（Dohnaseek，聲：武虎）
男性墮天使，在一誠轉生為惡魔後再度讓他受重傷，後來被吉蒙里眷屬擊退。
幫助雷娜蕾的墮天使之一，最後在廢棄教堂連同卡拉瓦那以及米忒托被莉雅絲殲滅。
卡拉瓦那（Kalawarna，聲：佐久間紅美）
幫助雷娜蕾的墮天使之一，在原作中僅提到名字。
在動畫版中是名女性墮天使，有著巨乳。看到一誠還活著便馬上突襲他，結果反而讓他的神器覺醒，並給了他洋裝崩壞的靈感。
米忒托（Mittelt，聲：巽悠衣子）
幫助雷娜蕾的墮天使之一，在原作中僅提到名字。
在動畫版中是名女性墮天使，穿著女僕服。有點不喜歡朱乃跟她一樣玩Cosplay（巫女服）。
弗利德·瑟然（Freed Sellzen，聲：松岡禎丞）
原梵蒂岡法王廳直屬的驅魔師，十三歲就成為了驅魔師的天才，有著接二連三消滅惡魔和魔獸的偉大功績。但是他對神並沒有什麼信仰心，純粹只是想要追求與怪物的戰鬥，妨礙到他的就算是人類甚至是夥伴他也會下殺手，因此被逐出驅魔師部隊成為了流浪驅魔師，後來投靠了墮天使陣營繼續追求著殺戮的戰鬥。
在雷娜蕾戰敗後毫不猶豫的捨棄了她。後來跟隨著可卡比勒並使用從教會搶來的三把聖劍王者之劍的碎片天閃的聖劍、夢幻的聖劍、透明的聖劍，及擊敗伊莉娜奪得擬態的聖劍將其融合的聖劍，協助他引發戰爭，在敗給木場的聖魔劍後將死時被阿撒塞勒回收、重新拼湊，並被阿撒塞勒逐出神子監視者；之後加入禍之團並被改造成合成獸，在迪奧多拉虜走愛西亞時亂入吃掉了他的兩位騎士，吸收她們的能力後再次與木場對決，結果被木場瞬間切成碎片而死。

### 刃狗隊伍
幾瀨鳶雄
加入神子監視者的人類，神滅具黑刃狗神的持有者，別名『刃狗』。
在神子監視者中有屬於自己的小隊〈成員似乎都持有獨立具現型神器〉。
在第12卷中作為阿撒塞勒的護衛而一同前往冥府。
在第15卷中正式登場，並擔任一誠等人的後援。
討厭瓦利。
是第二個讓瓦利使出霸龍的人類。
在第19卷中，在羅絲維瑟所製作的反666的封印結界中，協助一誠等人逮捕紫炎魔女華波加，並在戰後將紫炎祭主的行刑台給回收。
其祖母幾瀨朱芭原姓為姬島，因此是朱乃的遠房親戚。
作者另一個作品、本作的前傳『墮天的狗神 -SLASHDØG-』的主角。
拉維妮雅·蕾妮（Lavinia Reni）
金髮碧眼的美女，是隸屬灰色魔術師的魔法師，也是梅菲斯托的徒弟。
神滅具永遠的冰姬的持有者，擁有『冰姬拉維妮雅』和『無差別冰姬』的外號。
把瓦利當作自己的弟弟一樣看待，瓦利對她十分沒轍，是瓦利唯一不敢忤逆的對象。
主要登場於『墮天的狗神 -SLASHDØG-』。

## 天界陣營

### 熾天使
米迦勒（Michael，聲：細谷佳正）
擁有12枚金色羽翼的熾天使，在神死後代替祂管理著系統。在第4卷的三方會談前把屠龍劍阿斯卡隆送給了一誠，當作三方會談的和平禮物。
在駒王協定簽訂之後給了愛西亞以及潔諾薇亞特權，讓她們在祈禱時不會再出現頭痛的症狀。
有著濫好人的個性，在許多方面以及許多問題上都想幫人一把（經阿撒塞勒所說，其濫好人的程度還在不斷上升）。派遣伊莉娜駐留駒王學院，並且授予伊莉娜在駒王學院期間的天界代表身份，在遇到問題時可以代表天界做出決定。
在冥界遭遇危機時派遣神聖天使前往支援。原本還想陪同瑟傑克斯與阿撒塞勒一同前往冥府與黑帝斯談判，但是這明顯是不當的舉動而被制止，作為彌補因而派遣杜立歐擔任護衛一同前往。
職位為K，掌管的花色是黑桃。
在第18卷送給一誠以及伊莉娜一項禮物，是一個通往異空間的門把，在裡面天使與惡魔可進行性行為而不會使天使墮落。
在邪龍戰役後，與阿撒賽勒等首領一同進入封印結界對戰666。
加百列（Gabriel）
天界最強大而且也是身材最好的女天使，賽拉芙露將她視為競爭對手。同時也是四大熾天使之一。
職位為K，掌管的花色是紅心。
拉斐爾（Raphael）
烏列爾（Uriel）
梅塔特隆（Metatron）
除四大熾天使外，擁有12枚白色羽翼的熾天使，在三大勢力締結和平條約後，跑到駒王町當忍者。

## 教會戰士
提奧多·列堅齊（Teodoro Legrenzi）
外表大約11～12歲左右的少年，是天使與人類的混血，當代最為優秀的奇蹟之子，在教會中身居「司教樞機卿」，亦是其中極其有能的佼佼者，在教會中的權威可謂是僅次教皇的第二號人物。
父母都被惡魔殺死，因此雖然期望和平的到來，但是面對惡魔卻無法抑制心中憤怒與悲痛，而這份悲痛亦成為了政變的主因。與他有所共鳴的上百名教會戰士牽動了巴斯科與愛德華，一同為了撫平這份悲痛而引發政變。
瓦斯科·史特拉達（Vasco Strada）
教會戰士的兩巨頭之一，從第一戰線退下後在教會中身居「司祭樞機卿」，亦是其中極其有能的佼佼，在教會中的權威可謂是第三號人物。
在教會的戰士中是被譽為活生生的傳說的人物，現年已經高齡87歲但是實力卻與無異於現役，是上代的杜蘭朵的持有者。在教會中不論實力還是功績都立於頂點，還同時被兩位熾天使烏列爾與拉斐爾選為Ace的人選，但是最後卻拒雙方的邀請，因為他希望能以人類的身分死去。
在歷代的杜蘭朵持有者中是被譽為最接近、甚至是超越初代聖騎士羅蘭的使用者，曾在第二次世界大戰中與可卡比勒交手，並且取得壓倒性的優勢，其實力強悍的連宗師一般的愛德華都將其比喻為「真正的怪物」。
終身都在為了教會而行動。為了撫平提奧多的悲痛、戰士們的不滿、揪出教會中的叛徒，而與愛德華一同策劃了戰士的政變，而且為了同時完成聖杯碎片的轉移、交託聖劍計畫的倖存者、轉交愛莎的感謝信，而選擇與駒王鎮上居住的DXD成員為對手。第19卷中以僅有1/5威力的杜蘭朵的複製品為武器與DXD的成員戰鬥，在與神秘研究社與亞瑟的聯手組隊戰鬥中展現了不但不像個老人甚至根本不像人類的恐怖實力。
除了戰鬥技術與經驗，更為恐怖的是作為原杜蘭朵使的純粹的威力。空手擊出的拳擊足以媲美塞拉歐格，被教會戰士稱為「聖拳」的拳擊其中寄宿著神聖之力，能憑拳風就能破壞建築。憑著杜蘭朵的複製品就能壓制以力量著稱的吉蒙里眷屬，連真皇后的攻擊都能擋下，甚至連邪龍都能一擊必殺的消滅魔星都能一刀兩斷。
伊瓦德·克里斯托迪（Ewald Crystaldi）
教會戰士的兩巨頭之一，從第一戰線退下後在教會中身居「助祭樞機卿」，亦是其中極其有能的佼佼，在教會中的權威可謂是第四號人物。
在教會的戰士中是宗師一般的人物，雖然邁入中年後已退下第一戰線，但是其身手無異於現役時期，凡是教會出生的戰士無論是傑諾瓦、伊莉娜、杜立歐、葛莉賽達，全都受過他的教導，是真正的身經百戰的戰士。
在現役時期以能夠同時駕馭三把王者之劍而聞名於世，甚至認為即使是六把王者之劍都能夠同時駕馭，據說甚至成功討伐過最上級惡魔。
因為三大勢力與其他勢力開始邁向和平，而背負了所有為了戰鬥而存在的戰士們的不滿進行反叛。第19卷中以僅有1/5威力的王者之劍的複製品為武器與D×D的成員戰鬥，憑藉著高超的技術與經驗讓轉生天使與木場的聯手組隊吃盡苦頭。

## 阿斯加德
奧丁（Odin，聲：辻親八）
北歐的主神，將自己的左眼獻給了密米爾之泉，因而精通各種魔術、魔力以及其他各種術式的知識。
是個色老頭，常常用下流的眼神看其他女性。
雖然是個色老頭實力卻非常強大，只要手持昆古尼爾就可以一擊消滅數十個上級惡魔。
在第16卷中收養瓦利而成為其養父。
洛基（Loki，聲：近藤孝行）
邪惡之神，相當不滿奧丁到日本去與日本的神交流，想要引發諸神的黃昏。於奧丁在日本的時候襲擊他，也因此和一誠等人鬥上，最後被一誠用奧丁借給他的妙爾尼爾的複製品所擊敗。
維達（Vidar）

## 奧林帕斯山
宙斯（Zeus）
波塞頓（Poseidon）
黑帝斯（Hades，聲：天田益男）
希臘三大神之一，掌管冥界的底層「冥府」。相當親近人類但是非常敵視其他的神話體系，完全沒有隱藏武力威脅的跡象。
特別允許曹操能夠對薩麥爾進行僅此一次的召喚，不知何故一直想得到奧菲斯，甚至不惜違反薩麥爾的解封禁令。即使奧菲斯已經失去了大部分的力量依舊命令最上級死神普路托將奧菲斯抓回冥府。
普路托（Pluto）
傳說級別的最上級死神，黑帝斯的左右手，實力強悍，即使是使用自製神器的模擬禁手墮天龍的鎧甲的阿撒塞勒也沒辦法將其擊敗。
遵照黑帝斯的命令率領死神大軍襲擊一誠等人，也遵其命令試圖捕捉奧菲斯，然而卻被瓦利以掌控住的霸之力白銀的極霸龍的力量秒殺。
奧迦斯（Orgas）

## 須彌山
帝釋天（Teishakuten，聲：小野友樹）
本名因陀羅，為須彌山三十三天的的最高統治神天帝，是打敗阿修羅王的神祇，以實力來說，是屬於一級神，在各個神話的眾神中也可謂最強等級的神祇。能同時批敵現任四大魔王（不包含解放真身的瑟傑克斯和阿傑卡）。
不滿天龍擁有「天」之稱號，曾經警告過阿撒塞勒要小心看緊一誠，一旦出現問題就會出手將一誠抹殺到連靈魂碎片都不剩。
在第12卷中搶走戰敗的英雄派所持有的黃昏聖槍、魔獸創造以及絕霧三種神滅具。
鬥戰勝佛/ 孫悟空（聲：麥人）
即為《西遊記》裡的妖猴孫悟空，是美猴的祖先，成仙後退居二線。不過根據美猴所言，雖然初代退居二線，但是實力至今仍然沒有消退，不管是妖術還是仙術都是登峰造極的程度。
在第9卷中以帝釋天的使者的身份現身對付綁架九尾的曹操等英雄派眾人，以壓倒性的實力逼退英雄派，不但瞬間擊敗齊格飛，還以一擊就打散了格奧爾克的霧，面對曹操聖槍的攻擊，也僅以手指就擋下。
雖然現在是隸屬於帝釋天的部下，不過實際上是屬於半自由身，因此並不知道帝釋天的計畫，過慣了自由的生活的他也沒興趣瞭解內容摻入複雜的行動。
曹操（聲：鳥海浩輔）
英雄派的領導者，為中國三國時代曹操的直系子孫，擁有最強的神滅具黃昏聖槍。身高177cm。體重71kg。生日12月24日。

與初代曹操一樣，擅長收集各地人才，但是只招收人類。因想要看看人類的極限可以到哪個程度而成立了英雄派，為了方便行事才加入了禍之團。
在第9卷中，率領英雄派突襲京都並綁架了當地的妖怪統領－九尾狐八坂，試圖以京都為陣地並使用八坂的力量召喚出偉大之紅。最後被初代孫悟空擊退，曹操也因為一誠的攻擊而失去了右眼，之後裝上新的義眼－梅杜莎之眼。
在第11卷背叛奧菲斯與黑帝斯聯手，由於黑帝斯想要奧菲斯的靈魂所以把薩麥爾借給了曹操。
曹操利用薩麥爾奪取了奧菲斯其三分之二以上的力量，然後運用黃昏聖槍開發出來的亞種禁手極夜之天輪聖王的輝迴槍的七種能力，利用長期以來收集的情報，對一誠等人採取如同攻略本的戰法，成功地擊敗了一誠與奧菲斯等眾人。
在第12卷中與歸來的一誠交手，但是因植入了梅杜莎之眼又被一誠用在次元間隙中回收的薩麥爾的血擊中的關係，曹操因而無法動彈。處於下風之時原本打算用聖槍的霸輝來扭轉情勢，但是聖槍卻放棄曹操的霸業而認同一誠的夢想，敗給一誠後借助絕霧逃離冥界。
逃離後誓言要重新復出，並用從奧菲斯那奪來的力量創造出另外一個奧菲斯，重新整頓禍之團。但後來被帝釋天搶走了黃昏聖槍，並與格奧爾格和李奧納多一同被送去冥府交給黑帝斯。
在第16卷最後離開了冥府，並向帝釋天要回了聖槍。
在第17卷開始擔任由鬥戰勝佛在帝釋天身邊的對抗『禍之團』先鋒的工作。
在第18卷現身在一誠等人面前，協助他們擊敗邪龍拉冬。
從冥界回來後，試著重新思考英雄的定義，並將一誠以及瓦利視為勁敵。

## 印度神話
濕婆（Shiva）
印度教三大主神之一的破壞神，為本作最強神，其力量僅次於完全狀態的奧菲斯與真赤龍神帝，亦是帝釋天的眼中釘。由於其權能的性質擁有阻止一切的可能性而被阿撒塞勒以三大勢力代表的身份委託，一旦到了最後關頭將會出手阻止獸皇脫離這個世界。
對於受到超越自己的兩位龍神加持的一誠非常感興趣。為了對抗四處招兵買馬隨時可能對他宣戰的帝釋天，在拉攏了阿修羅神族後也對一誠等人發出邀請，希望一誠等人能在即將展開的神話戰爭中成為自己的助力。
在本作是以名約莫十歲出頭的少年的姿態現身
梵天（Brahma）
印度教三大主神之一的創造神。
毗濕奴（Vishnu）
印度教三大主神之一的維護神。

## 禍之團

### 舊魔王派
夏爾巴·別西卜（Shalba Beelzebub，聲：成田劍）
為魔王別西卜的後代，為了奪回魔王的位置而加入禍之團。從奧菲斯那裡借助力量後擁有了前魔王的級別。因為使用光力消滅愛西亞而觸怒了一誠，以為愛西亞已經死了的一誠精神崩潰後進入不完全狀態的霸龍將他單方面虐殺，最後被黑帝斯救出。
第11卷時再度登場擊潰了英雄派的別動部隊並擄走了李奧納多，利用魔力控制他使魔獸創造達到亞種禁手，創造出強大的豪獸鬼以及超獸鬼進攻冥界。最後想吸取奧菲斯剩餘的力量而試圖擄走奧菲斯，但是遭到一誠阻止並被一誠消滅。死前放出了塗了食龍者血的箭射殺一誠。
克魯澤雷·阿斯莫德（Creuserey Asmodeus，聲：手塚廣道）
為魔王阿斯莫德的後代。為了奪回魔王的位置而加入禍之團。原本想替卡特蕾雅復仇而向阿撒塞勒挑戰，但是瑟傑克斯卻突然出現表示由他來作對手。雙方交手沒多久，瑟傑克斯就用毀滅魔彈進入他的體內消滅了克魯澤雷吞下肚子裡的蛇，結果克魯澤雷靠奧菲斯所得到的力量盡失，最後被瑟傑克斯以壓倒性的力量與優勢擊敗而被消滅。
卡特蕾雅·利維坦（Katerea Leviathan，聲：櫻井浩美）
為魔王利維坦的後代，為了奪回魔王的位置而加入禍之團，從奧菲斯那裡得到力量。在三方會談的時候發動政變企圖暗殺三方勢力的首領，後來和阿撒塞勒進行一對一的決鬥，在被阿撒塞勒佔上風時飲用了從奧菲斯那得到的蛇之後力量得到飛越性的提昇，但是仍然敗給了使用自製神器的阿撒塞勒。最後把自己的手變成觸手纏上阿撒塞勒想用自爆術式讓他一起陪葬，但阿撒塞勒自斷手臂後就用光之長槍將卡特蕾雅消滅掉。

### 英雄派
曹操
詳情請參照「曹操」。
齊格飛（Siegfried，聲：福島潤）
本名為齊格，北歐神話中的英雄齊格菲的後裔。來自與弗利德一樣的戰士培育機構，在教會當中也是最頂級的戰士，現在則成為英雄派的幹部。
持有神器龍手的亞種以及格拉墨等多把魔劍；與一般的倍增力量的神器龍手不同，是讓自己的背後長出銀色龍手的亞種神器；禁手阿修羅與魔龍饗宴，可以長出4隻銀色龍手，因為神器是亞種所以禁手也是亞種。
在禍之團中與「聖王劍的亞瑟」齊名，人稱「魔帝劍的齊格飛」，可以同時和木場與潔諾薇亞戰鬥並且壓勝。
在第12卷中被吉蒙里眷屬聯手擊敗後死亡。
海克力士（Hercules，聲：笠間淳）
繼承希臘神話中的海克力士靈魂的彪形大漢；擁有神器巨人的惡作劇，攻擊的同時可以使目標爆炸。禁手來自超人的惡意波動可以讓身上長出突起的導彈並發射出去。
在第12卷中被塞拉歐格以壓倒性的力量徹底擊敗後遭到活捉,最終被判處在冥界的幼稚園當警衛的懲罰。
貞德（Jeanne，聲：朝井彩加）
繼承法國的聖女貞德靈魂的金髮美女；擁有神器聖劍創造，可以產生多種屬性的聖劍。
發展出聖劍創造的亞種禁手斷罪聖龍，可以創造出由多把聖劍所組成的巨龍。
在第12卷中被一誠以洋服崩壞與乳語翻譯擊敗後遭到活捉,之後被移交給梵蒂岡,教皇以[既然是繼承聖女靈魂之人就該服務人民]被施以在教會戰士培訓機關當廚娘的懲罰。
格奧爾克（Georg，聲：野上翔）
浮士德的子孫，是個強大的魔術師，能夠施展多種領域的術式，在魔術協會中也相當有名。神滅具絕霧的持有者。
在第12卷中被歸來的加斯帕所創造的黑暗吞噬，逃出之後以絕霧的能力帶著曹操逃離冥界，但是後來被帝釋天搶走絕霧後與曹操和李奧納多一同送去冥府交給了黑帝斯。
在曹操想要離開冥府時卻開始研究魔法，因而沒有和他一同離開。
李奧納多（Leonardo，聲：大津愛理）
英雄派中年紀最小的成員，幾乎不說話。神滅具魔獸創造的持有者。
在第11卷時因為夏爾巴的魔力刺激而讓魔獸創造達到亞種禁手破滅的霸獸鬼，召喚出專門針對惡魔可以使魔力攻擊無效的十三隻魔獸，一隻超獸鬼十二隻豪獸鬼，而且這十三隻魔獸還會自行再生出小隻魔獸。
在第12卷中英雄派戰敗後和曹操與格奧爾格一同送去冥府交給了黑帝斯。
與格奧爾克待在一起，沒有離開冥府。

### 邪惡之樹
李澤維姆·李華恩·路西法（Rizevim Livan Lucifer）
路西法與莉莉絲的兒子，瓦利的爺爺，以「李林」之名紀錄在聖經的人物，是繼承舊魔王路西法血統的惡魔，同時也是和瑟傑克斯與阿傑卡一樣同為超越惡魔規格的第三位「超越者」。初在惡魔改革時期中就突然失去消息隱藏起自己的蹤跡，而在英雄派戰敗的現在則是現任禍之團的首領，不單思想邪惡也更是危險的恐怖分子。
過去曾經唆使自己的兒子對瓦利迫害，因而被瓦利所憎恨，是瓦利誓言要親自消滅的存在。
曾經因為身為惡魔所擁有的長壽而對身邊的事物完全失去興趣，只是一味的度過日子，在得知異世界與異世界之神的存在後，現在一心想要侵略異世界。為此他準備了擁有奧菲斯的力量的分身與聖杯的力量復活邪龍，甚至為了對付守護這個次元的偉大之紅，企圖喚醒被聖經之神用千條禁忌所封印的記載於默示錄上的魔獸「啟示錄皇獸666」。
為了得到能夠操縱生命的聖杯，他引誘了吸血鬼一族渴望進化的「卡蜜拉派」與「采佩什派」的部份成員，協助「采佩什派」讓他們能夠輕易的完成政變，之後卻把協助他的兩派吸血鬼都變成量產型邪龍襲擊了兩派的主城鎮，造成了吸血鬼一族重大的傷亡與損失。因為其危險程度已經不單是過去三方勢力的範圍內，因此現在跨越了合作與否，各個神話都開始商討合作的以求應對。
擁有特殊能力「神器無效化」，只要與神器有任何關聯的力量皆對他無效，因此即使瓦利、一誠或是覺醒的加斯帕聯手對他進行猛攻都無法對他造成傷害。可是「神器無效化」是有上限的，一旦神器的力量超越了無效化的上限，就起不了任何作用。
由於曾經出手打愛西亞，而被法夫納下了詛咒，之後每晚被惡夢折磨，在長年累月下，逐漸失去了判斷力。從而做出綁架一誠父母、強搶奧菲斯、浮游城被發現等平日不會做的舉動。敗給一誠後，逃回浮游城時，被瓦利斬下了手腕。之後法夫納出現，一腳把李澤維姆的雙腿踩斷，最後，李澤維姆向在場眾人乞求活命失敗後，被法夫納吞噬。在他死去的同時，666的封印同時被解除。
歐幾里德·路基弗古斯（Euclid Lucifuge）
序外惡魔家系中的名門路基弗古斯的成員，是葛瑞菲雅的弟弟，身為惡魔的實力並不亞於葛瑞菲雅。
在一誠被薩麥爾的毒箭射中肉體崩毀時，他成功地在次元夾縫中回收到了一誠的肉體殘片，以此作為情報源他成功的複製了赤龍帝的手甲並且能夠達到禁手，雖然作為複製品的赤龍帝的鎧甲只是低劣的程度，但是由於身為惡魔的自己能力極為強大，憑著赤龍帝之鎧的加倍能力甚至能跟未使用極霸龍的瓦利戰成不分上下。
最後被一誠的神滅碎擊砲所擊敗。
是個重度姊控，因為葛瑞菲雅和瑟傑克斯相戀而精神崩壞。
「大罪暴龍」格倫戴爾（"Crime Force Dragon" Grendel）
只對殺戮有興趣的瘋狂戰鬥邪龍，即使自身被打成重傷即將被消滅也不放棄殺戮的戰意，個性瘋狂到連德萊格都極為厭惡。
擁有著在邪龍中一等一堅硬的鱗片以及與龐大身體不相符的靈活動作，甚至能夠承受阿斯卡隆的屠龍之力。
在遠古時期就被英雄貝奧武夫消滅的龍，後來因聖杯的力量而復活，但生命力較不穩定；即使如此還是不減其破壞力以及瘋狂程度。
最後被一誠以及塞拉歐格兩人擊倒，之後小貓以一誠自赤龍帝的鎧甲上取下的一顆寶玉當作媒介，將牠的靈魂封印在寶玉中，避免其再次透過聖杯的力量復活。
後來邪惡之樹生產出量產型的格倫戴爾，不過各方面卻遠不如本尊。
「寶樹護封龍」拉冬（"Insomniac Dragon" Ladon）
身形有如巨木的龍，擁有強大的防禦以及結界系能力。
最後因曹操的算計而遭到擊敗並被封印。
「飄渺噬龍」八岐大蛇（"Venom Blood Dragon" Yamata no Orochi）
擁有八顆頭的邪龍，每個頭都有自我意識能自行運作，並且擁有極強的再生能力。
是一條毒龍，不但能從口中吐出瘴氣與毒液連體內的血液都是含有劇毒，而且即使是對天龍而言也是極為危險的劇毒。
並未真正復活，但是其中一半的靈魂存在於修復完成的天叢雲劍中，最後被伊莉娜以淨化的聖劍奧特克萊爾完全淨化
另外一半的靈魂則被華波加以紫炎祭主的行刑台加以吸收。
「法外死龍」尼德霍格（"Abyss Rage Dragon" Niðhöggr）
北歐神話中的邪龍，體長約20米長有四肢與兩對翅膀的蛇形邪龍。
擁有復活能力的邪龍，自古以來無數次被討伐，但最後都會復活的極為難纏的邪龍，根據紀錄上次被討伐已是百年前。
因利用一誠的父母作為人質而對奧菲斯展開凌虐的關係，激怒了克隆·庫瓦赫，最後在浮游城中被克隆·庫瓦赫找上，被無數次的使用「菲尼克斯之淚」復原後又無數次的被虐殺。
八重垣正臣

## 魔女之夜
華波加（Valbulga）
離群魔法使團體魔女之夜的幹部，神滅具紫炎祭主的行刑台的持有者。
性格相當惡劣，喜歡在殺害目標之前看清他們的長相。
作為邪惡之樹的協力者幫助李澤維姆對付D×D的成員，由於持有聖遺物的神滅具而在接連著戰鬥中造成重大的損傷。
於第19卷中展現出將八歧大蛇一半的靈魂融入紫炎祭主的行刑台中所形成的亞種禁手「來自最終審判者的霸焰裁決」，但是被潔諾薇亞以完全控制住的杜蘭朵與王者之劍的雙重攻擊所擊破，最後被一誠擊倒遭到活捉。

## 龍

### 二天龍
「赤龍帝」德萊格（"Welsh Dragon" Ddraig，聲：立木文彥）
阿爾比恩的敵手，過去神和天使、墮天使以及惡魔三方勢力展開大戰時，德萊格和阿爾比恩卻在戰場中央大打特打。後來三方聯手將這二天龍擊敗並將他們的靈魂封在神器中。德萊格所寄宿的神器是神滅具赤龍帝的手甲。但是二天龍卻藉由人類宿主作為媒介，仍然在漫長的歲月中對決。直到一誠與瓦利成為二天龍的宿主後，雙方的鬥爭才漸漸地緩和下來。
因為一誠的關係，原本是令人畏懼的赤龍帝現在被稱為乳龍帝，對此感到非常的無奈與心痛，每次提及此事會在神器裡哭號，但是又對於一誠所選擇的與過去的宿主不同的道路而起了興趣，所以就一直這樣注視著一誠陪著他亂搞。
在第10卷時定期與阿撒塞勒介紹的專治龍族的醫生複診，每天則必須定時吃藥要不然精神會承受不住壓力而崩潰。
由於一誠與過去的宿主不一樣，不但不會沉溺於「霸」的力量，還會主動與自己對話尋求解放赤龍帝原本力量的方法，所以德萊格認為一誠是歷代以來最棒的宿主，不但戰鬥的時候會幫一誠想應對的辦法，也會幫助一誠潛入神器的潛意識裡。
原本在一誠死亡後與奧菲斯對話，準備尋找下一位宿主。後來在第12卷時，因為歷代宿主靈魂的幫助使得一誠的靈魂能固定在鎧甲上讓他能夠成功復活。曹操被擊敗後，德萊格因為力量用盡而進入休眠狀態；但是赤龍帝的手甲的功能仍然能夠繼續運作。
在第14卷時仍然處在休眠狀態，且因為一誠的關係智力因而退化到幼兒，後來受到法夫納和弗栗多的幫忙而重新甦醒。
第16卷時終於和阿爾比恩和解，認為只要二天龍聯手，胸部或臀部便不再會是困擾牠們的壓力。
其真名為厄·德萊格·戈赫，擁有無法燒盡的火焰而讓眾神避而遠之，只有阿爾比恩免疫此種火焰而與他變成勁敵。
第21卷阿爾比恩解放真名後，德萊格也解放真名並再次協助一誠龍神化。
「白龍皇」阿爾比恩（"Vanishing Dragon" Albion，聲：竹內良太）
與德萊格合稱為二天龍中的白龍，在過去的戰爭中被三方勢力擊敗後，靈魂就被封在神滅具白龍皇的光翼當中。
對於自己的宿敵－赤龍帝變成了乳龍帝（因為一誠的關係）感到非常不滿，甚至想要否認自己有這樣的宿敵，被人提及宿敵是乳龍帝時就會在神器起哭號，還因為瓦利的回答而被奧丁嘲笑為臀龍皇。
過去某代的宿主曾經透過被一誠拿走的神器寶玉幫助一誠削減歷代赤龍帝的手甲宿主的怨念，認為一誠可以替赤龍帝與白龍皇之間的宿命帶來新的可能性。
已經忘了當初與德萊格戰鬥的理由，但兩者依然一直戰鬥著；在21卷回想起與德萊格戰鬥的理由，因阿爾比恩擁有連眾神都害怕的劇毒，只有德萊格完全免疫阿爾比恩的毒而與他變成勁敵。
其真名為阿爾比恩·格威伯，而格威伯就是含有毒蛇的意思，而阿爾比恩就是擁有連眾神都畏懼的名為「減少」的劇毒。無機物以外所有存在都會被此毒侵蝕削減，若是生物則從裡到外甚至是屬於超自然的靈魂都會無一倖免，即便是神祇也不例外。因為厭惡這種力量，因此在捨棄這個名字後也將自己的「減少」給封印。

### 五大龍王
「黑邪龍王」弗栗多（"Prison Dragon" Vritra，聲：岩澤俊樹）
在龍王中力量是最弱的一位，但是擁有多種的特殊能力，擅長捕捉別人、吸收力量。
靈魂被分割成數份並裝入多個神器當中，目前四個有著他靈魂寄宿的神器的宿主是匙。
原本靈魂切割後失去意識，在四個神器重新集結並受到一誠的影響而回歸。
「黃金龍君」法夫納（"Gigantis Dragon" Fafnir）
和阿撒塞勒定下契約的龍王，目前被封印在他的人工神器墮天龍的閃光槍當中。
第14卷時，由奧菲斯引渡而與愛西亞簽定使魔契約，而契約的代價是愛西亞當時穿的內褲；從那之後就很執著愛西亞的貼身衣物。
當時在和阿撒塞勒定下契約的代價是阿撒塞勒的珍貴收藏，其中包涵了許多寶物以及傳說中的道具的複製品。
其收集的寶物都是金色或金燦燦的東西，特別喜歡金塊。
雖然是個變態龍王，但為了愛西亞任何事都能達成。
「天魔業龍」迪亞馬特（"Chaos Karma Dragon" Tiamat）
龍王中唯一的女性，人類形態為擁有蒼藍色長髮的美女。
居住在使魔之森，現在成了眾惡魔渴望得到的強力使魔，不過因為力量強大到足以匹敵魔王而沒人能夠捕獲她。
大約在150年前開始與阿邱卡定下契約，擔任排名遊戲的幕後審判員。只要比賽中發生超越營運者所設想重大違規卻無法將其強制轉移收拾事態時，就會作為特例的審判官出現收拾事態。
過去由於德萊格與阿爾比恩決戰前，從她手中借去了大量寶物。可是，德萊格死後，這些寶物也隨之散失。因而討厭德萊格。
是五大龍王中最強的一位。
「西海龍童」玉龍（"Mischibas Dragon" Oolong，聲：荒井勇樹）
即為唐僧取經時所騎的白馬，與初代孫悟空一起對付禍之團。
五大龍王中最年輕的一位，但是卻一直喊著要退休。
「終結巨龍」密特迦歐姆（"Sleeping Dragon" Midgardsormr）
是洛基所創造的龍，因為有著極巨大的身體而有著懈怠的毛病，北歐的眾神不知道該怎麼使喚他，便叫他去海裡睡覺，到世界末日才會起來活動。
稱洛基為「老爹」，稱芬里爾為「汪汪」。
本身雖然懶惰但卻知道許多瑣碎的小知識。
體型比偉大之紅還要大上許多。

### 邪龍
「新月暗黑龍」克隆·庫瓦赫（"Crescent Circle Dragon" Crom Cruach）
被譽為最強邪龍的邪龍，也是從古至今一直存活的邪龍，漫長的時間中不斷在人間與冥界中來回，為了擁有更加靈活的身手而偽裝成人形。
為了探索龍的極限而渴望著與強者廝殺，在德萊格與阿爾比恩被封印後他也不斷的增長自己的知識與鍛鍊能力，現在已經堪稱擁有天龍級別的實力，是一隻即使瓦利與一誠聯手也難以戰勝的邪龍。
在邪惡之樹侵略天界時，獨自脫離了戰場。
第19卷時，成為了坦寧門下的食客，為了回報坦寧收留自己的恩情，負責保護虹龍的蛋。
試圖挑戰奧菲斯卻被對方拒絕。
第20卷時，對尼德霍格把顧慮一誠父母安危而無法還手的奧菲斯打成重傷一事感到憤怒，認為尼德霍格阻礙了他「觀察奧菲斯」。在浮遊城中對尼德霍格進行虐殺行動，毫不在意的讓尼德霍格無限制使用「菲尼克斯之淚」進行回復後又將其再次虐殺。
在第23卷時，在大賽中代替了已經自立的一誠，成為了莉雅絲旗下的「士兵」(僅止於大賽比賽期間，並無惡魔棋子，莉雅絲的士兵依然是一誠)。
「魔源禁龍」阿日·達哈卡（"Diabolism Thousand Dragon" Aži Dahāka）
有著三個頭與六隻翅膀的邪龍，過去曾經是足以和克隆·庫瓦赫匹敵的傳說中的邪龍，精通上千種魔法。
原本已經被消滅，後來因聖杯的力量而復活。
不喜歡李澤維姆，認為龍族強大而必須有自尊心，不能屈服於其他人。在20卷背叛李澤維姆，與阿佩普一同接收666以及邪龍大軍。
在復活之後歷經鍛鍊與聖杯的改造後抵達天龍領域。在21卷率領邪龍大軍進攻歐洲並與歐洲側守軍的瓦利對戰，試圖以幻術放瓦利懾服卻被突破，收起輕浮的態度後與瓦利展開激戰，最後被達成「魔王化」瓦利消滅。消失前向瓦利發出復活後再次對戰的約定，而瓦利也將他視為勁敵之一。
「原初之晦冥龍」阿佩普（"Eclipse Dragon" Apophis）
埃及神話的黑暗之龍，是最強大的邪龍之一。擁有特殊能力原初之水，召喚出黑色的洪水並吞沒、消滅萬物的能力，甚至能讓菲尼克斯之淚變成黑水而失去治療能力。
對於邪龍有著自己的美學，認為身為邪惡之龍就應當極盡惡事後被英雄討伐，才能完成的邪龍的一生，因此認為李澤維姆的惡僅僅只是不入流的熊孩子作風。20卷時與阿日·達哈卡一同背叛李澤維姆。
在復活之後歷經鍛鍊與聖杯的改造後抵達天龍領域。21卷時率領666以及邪龍大軍從日本外海進攻並與一誠對戰；其真身是擁有三隻眼睛、全身由黑暗構成的長條巨龍，最後敗給二次龍神化的一誠。
「大罪暴龍」格倫戴爾
詳情請參照「格倫戴爾」。
「寶樹護封龍」拉冬
身形有如巨木的龍，擁有強大的防禦以及結界系能力。
在第18卷中因曹操的算計而遭到擊敗並被封印。
「飄渺噬龍」八岐大蛇
詳情請參照「八岐大蛇」。
「法外死龍」尼德霍格
詳情請參照「尼德霍格」。

### 龍神
「無限龍神」奧菲斯
詳情請參照「奧菲斯」。
「真赤龍神帝」偉大之紅（"Apocalypse Dragon" Great Red）
有著D×D（龍中之龍）的別名，為本作最強者。是被稱作真龍的偉大之龍，是從虛幻的幻想中誕生的龍，也是他將「無限龍神」奧菲斯驅逐出次元夾縫，現在正在次元夾縫中無所事事地不斷飛行。擁有掌控夢幻的力量，可以將人們心中強力的思念化成現實。而作為最強者，被瓦利以及奧菲斯視作目標。
個性方面簡單的說就是個不良少年，在小說12卷中幫助一誠復活後送他回到冥界時，被達到亞種禁手的魔獸創造所創造出來的超獸鬼瞪了一眼，因此不爽，而和德萊格提議合體，讓一誠借助他的力量巨大化後消滅掉超獸鬼，之後便哼著胸部龍之歌回到次元夾縫。

### 其他的龍
「魔龍聖」坦尼（"Blaze Meetia Dragon" Tannin，聲：山口太郎）
原本是六大龍王之一，但是為了守護少部份只能靠吃龍蘋果才能存活的龍種，捨棄龍王的身分並自願轉生成惡魔，取得冥界有龍蘋果生長的地方做為自己的領土；六大龍王也因此變成了五大龍王。
在第5卷時受阿撒塞勒所託，著手進行一誠的體能及禁手化訓練。雖然一誠對於地獄般的訓練感到相當不快，但是仍然很感激讓他變強的坦尼，並稱其為大叔。
現在是轉生惡魔中最強級別的最上級惡魔，擁有魔王級別的力量，口中所吐出的火焰可以比擬隕石的威力。過去似乎曾經挑戰過偉大之紅，但是偉大之紅卻對他不屑一顧。
在排名遊戲中也是屬於第一梯次排名前10名內的強者，不過現在比起排名遊戲更加注重幼龍的培育。
在眷屬時期是擔任梅菲斯托的皇后。
「食龍者」薩麥爾（Samael）
上半身為墮天使下半身為龍的詭異存在，由於化身成蛇教唆人們偷吃了伊甸園的智慧之果而被聖經中的神所憎恨，集合了神的憎恨、憤怒、毒藥、惡意，他的存在正是在聖經中被歌頌為寬宏慈愛的神所展現的唯一也最惡毒的「神之惡意」。因為是被神所詛咒而成為被抹消存在的蛇，因此擁有對於蛇與龍（蛇與龍是近親）抹殺其存在的能力。
被黑帝斯封印在冥府深處，帶著強烈的殺龍詛咒，縱使是本作中第二強者的「無限龍神」奧菲斯都無法對抗他，與實力無關，純粹是龍種的剋星。一擊就打敗了奧菲斯與打算使用霸龍的瓦利，還吸食了奧菲斯三分之二以上的力量。
在第11卷中，夏爾巴就使用塗了薩麥爾的血的毒箭射殺了一誠。
由於其存在會抹殺所有龍族，這會對世界造成毀滅性的打擊而被嚴禁解封，因此黑帝斯的作法可能會引來其他神祇的討伐。

## 妖怪
九重（聲:德井青空）
八坂的女兒，在八坂失蹤時一度誤認一誠等人是兇手，誤會解開後拜託一誠等人幫助她救出母親。對一誠亦有好感。
在因緣際會下，與奧菲斯成為了朋友。
在第22卷中，正式就讀駒王學園的國小部，並寄住在一誠家中。
八坂（聲:大地葉）
京都妖怪總大將九尾狐，是妖怪中最高階的存在，同時也是調節京都氣流的重要存在。本身就可以匹敵龍王，但是如果在京都內，八坂還會佔有地利，可以使用存在於京都內的氣流，使力量更上一層樓。
在第9卷中被曹操控制而與一誠等人戰鬥，先與龍王化的匙對戰時壓制住了匙，之後面對前來支援的援軍，五大龍王中的玉龍也是佔盡上風，最後是龍王化的匙和玉龍聯手才成功制服八坂。
在第12卷中，經冥界電視轉播，為冥界幫手對付「豪獸鬼」。

## 吸血鬼
瓦雷莉·采佩什（Valerie Tepes）
加斯帕的青梅竹馬，與加斯帕一樣是混血兒，也是晝行者的一員。體內擁有神滅具幽世聖杯，力量一直到最近才覺醒。因擁有聖杯的關係而遭到邪惡之樹的利用，被用來復活已滅亡的邪龍及強化采配什的吸血鬼；在此之前已經過多次的實驗，精神已經幾近崩潰，可看見死者的靈魂並與其對話。
體內的聖杯屬於三個一組的亞種神器；因體內早已被李澤維姆抽出一個，在被哥哥抽出第二個聖杯時受到衝擊而失去意識。
第19卷中因為戴上真正聖杯的碎片製成的項鍊而蘇醒。
馬流士·采佩什（Marius Tepes）
瓦雷莉的同父異母哥哥，吸血鬼世界的神器研究員。透過利用瓦雷莉以及李澤維姆的幫忙而推翻了父親的政權，將瓦雷莉拱為女王，自己則擔任宰相的位置。
在抽取出瓦雷莉的聖杯後得到了與不死之身相差無幾的恢復能力，不過其能力遭到黑暗化加斯帕的阻斷，在最後被加斯帕召喚出的黑暗魔獸完全吞噬。
艾爾梅希爾德·卡恩斯坦（Elmenhilde Karnstein）
吸血鬼卡蜜拉派的貴族，被派來與惡魔一方以及阿撒塞勒一方交涉。
個性高傲，與其他一般的吸血鬼一樣自尊心高，看不起其他非吸血鬼的種族。
在吸血鬼內戰之後，看到自己的家園被毀而東奔西走，個性也漸漸收斂起來，不再以高姿態對待他人。
之後曾與一誠偶然相會，被他救了之後開始對一誠有好感。
第22卷時要求加入一誠的隊伍。

## 歷代二天龍
埃爾莎（Elsha，聲:田中理惠）
過去的赤龍帝宿主之一，在女性的宿主中是最強的，和貝爾札德一樣是能在神器裡保持意識的兩人中的其中一個，和貝爾札德兩人一起待在神器的深處。因為貝爾札德對一誠起了興趣，而在一誠潛入神器的時候代替貝爾札德與一誠會面，並將赤龍帝的奧秘交給了一誠，之後便與貝爾札德一同逝去。
貝爾札德（Belzard，聲:青山穰）
過去的赤龍帝宿主之一，是歷代以來最強的赤龍帝，曾經打敗兩代的白龍皇，和埃爾莎一樣是能在神器裡保持意識的兩人中的其中一個。對於一誠能用乳龍帝之歌抵銷掉霸龍的咒文而感到興趣，託埃爾莎將赤龍帝遭到封印的奧秘交給了一誠，之後與一誠見面後便與埃爾莎一同逝去。
赤龍帝被害者會（聲:相馬康一、杉崎亮、内野孝聡、佐佐木義人、西谷修一）
主要成員都是過去的白龍皇宿主的殘留意識們，因為乳龍帝影集播出的關係而造成二天龍形象受損，進而成立的組織，但聽得見他們的抱怨也只有阿爾比恩跟德萊格而已。
阿爾比恩在未與德萊格和解前也是成員之一。
最終於第17卷中在法夫納的「小愛西亞的小褲褲，嗅嗅」的宣言下而解散。

## 五大宗家

### 百鬼
百鬼黄龍
詳情請參照「百鬼黄龍」。

### 姬島
姬島朱雀
姬島朱凰
姬島朱璃（聲：伊藤靜）
巴拉基勒的妻子，也是朱乃的母親，朱乃的樣貌和朱璃非常相似。為了保護當時年幼的朱乃而被術士殺死，直到第7卷在乳神及一誠的幫助下再度出現。
與丈夫認識是因巴拉基勒重傷逃到神社去，受到朱璃的照顧，在朱乃出生之後，三人便一起在神社生活。
巴拉基勒喜愛吃其做的菜，尤其是馬鈴薯燉肉，這股味道也被女兒朱乃傳承了下來。
是個重度虐待狂，生前常與丈夫玩SM遊戲，朱乃也遺傳其基因。
姬島朱乃
詳情請參照「姬島朱乃」。
幾瀨鳶雄
詳情請參照「幾瀨鳶雄」。

### 真羅
真羅椿姬
詳情請參照「真羅椿姬」。

## 一般人類

### 主要人物的親人
一誠的雙親（聲：小形滿（父）、小島幸子（母））
本名不詳，非常普通的人類。兩人都不知道一誠已經變成惡魔，對這小鎮有三大勢力的存在也渾然不知。
常常感嘆一誠是個好色的男孩子，擔心他以後要孤獨過一生，但是在一誠變成惡魔且有許多女孩子住進兵藤家之後便完全改觀。
非常疼愛愛西亞，將愛西亞視如己出。
雖然常說一誠是個好色的孩子，但是從母親一方的字裡行間就透露出自己和先生也會玩一些色情遊戲，因此一誠之所以那麼好色也不是沒原因。
第20卷中遭綁架，因而得知一誠已成惡魔並也成為龍的身分，但因十幾年的養育之情而未受到兒子非人的樣貌影響產生厭惡，反倒欣然接受兒子的身分。一誠的母親是天生難以懷孕的體質，一誠誕生之前曾經兩度懷孕但都胎死腹中，第八年才成功生下一誠，因此雙親非常珍愛這得來不易的兒子。一誠這名字由父親所命名，意義為「希望這孩子第一優先的就是誠懇」。
紫藤冬二
伊莉娜的父親。

### 與惡魔簽約的關係者
森澤（聲：青木強）
戴著眼鏡的上班族，常常與吉蒙里眷屬訂惡魔的契約，是小貓以及一誠的常客。比較喜歡小貓用公主抱抱他。
一開始很瞧不起一誠，但是聽到一誠的苦衷之後便開始討論「空孫悟」，因而與一誠的關係不錯，无意中给了一诚发动神器的灵感。
有時候會作出類似變態的行徑。
小咪露（Miru-tan，聲：三宅健太）
一誠的常客之一，擁有能夠媲美世紀末霸者的強健肌肉、貨真價實的男人。
頭上帶著貓耳，喜歡的動畫是「魔法少女銀彩螺旋 7 Alternative」，受到該動畫的影響而想要成為魔法少女；在語尾常常加上「妞」。
其存在完全是個謎；氣場相當特殊，就連瓦利以及美猴都無法立刻察覺他的存在；在第十五卷不但沒有被賽拉芙露的催眠術所影響，還展現出驚人的戰鬥力，能夠將禍之團的魔女給擊倒。
在事件結束後就神秘地離開，這令賽拉芙露有興趣將小咪露收到眷屬當中。

## 異世界
乳神
不知道是哪個神話體系出現的神秘存在，連德萊格與洛基都不清楚其真面目，只知道是來自異世界的神。被一誠對於胸部超乎想像的執著吸引而在洛基事件時派出使者（附身在朱乃的乳房），幫助一誠解開了朱乃跟巴拉基勒父女的芥蒂，並且將遠超越一誠與瓦利的乳神之力借給了一誠，多虧了這神秘的乳神之力，一誠才能夠使用妙爾尼爾的複製品打敗洛基。

## 其他
啟示錄皇獸666（"Apocalyptic Beast" Trihexa）
傳說中的末日魔獸，擁有七頭十角，實力遠遠超越所有勢力的首領級人物，在遠古戰爭中連上帝耗費大部分的力量還只能將其封印。
後被李澤維姆發現並存於阿格雷亞斯中，利用浮空城的古代技術將666喚醒，對各個勢力造成重大危害。
第21卷時被阿撒賽勒與其他首領以羅絲薇瑟的改良封印術束縛住，並被帶到特殊封印結界中，其他首領則在其中試圖完全擊敗666。
神崎光也
《電蜂DENPACHI》男主角。
和魔女霧乃靜香一起行動。同時持有兩個神滅具『蒼藍革新的箱庭』和『終極羯磨』並能以叫嵌手化的技術將兩者合而為一使用。
擁有創世和改變世界之理的異常能力。
最強人類候選之一，被稱為『初始的黑暗』、X×X(Cross Times Kiss)。
在國際大賽期間救助了被死神襲擊的一誠父親，被阿杰卡委託為一誠父母的護衛。

## 七十二柱爵惡魔家系
冥界的惡魔家系原本有七十二個，在戰爭過後，大部分的家系都已經滅亡，只有不到一半的家系活了下來。在開始排名遊戲之後，七十二柱爵位惡魔家系的地位名義上已經廢除，但是轉生惡魔需要來自七十二柱爵位的惡魔作為主人將其轉生，因此實質上來自七十二柱爵位的惡魔尤其是當家的家主，也都還是保有著原本所擁有的權力與地位。
吉蒙里（Gremory）
莉雅絲所屬的家系。由於長男瑟傑克斯目前擔任魔王「路西法」，因此莉雅絲為下一任當家。莉雅絲的母親來自巴力家，因此吉蒙里與巴力有著親屬關係。
家族特徵為鮮紅的頭髮，並且以對眷屬有著深厚感情著名。
在七十二柱魔神當中排行第56位。
在所有家族中称得上是相当有人情味的恶魔了
（Phenix）
萊薩所屬的家系。這個家族有著永恆不死的特性，因此在排名遊戲中實質勝利率是100%。這個家族的寶物「不死鳥的眼淚」可以治療重大傷痛，也因為這個寶物太過強力的關係，在排名遊戲中一個隊伍只能使用二次。
家族特徵為不死之身。
在七十二柱魔神當中排行第37位。
巴力（Bael）
塞拉歐格所屬的家系。為所有家族中排行最高的「大王」，家族地位僅次於魔王。
巴力家的力量是毀滅之力，莉雅絲與瑟傑克斯都是繼承到他們的母親一方的家族血統所以才會有毀滅之力。
家族特徵為毀滅之力，有著不具有毀滅之力的人就沒有資格繼承家主的潛規則。
在七十二柱魔神當中排行第1位。
西迪（Sitri）
蒼那所屬的家系，在七十二柱爵惡魔家系中是最擅長使用冰魔法的家族。
在七十二柱魔神當中排行第12位。
阿加雷斯（Agares）
地位排在巴力家之後的「大公」，在必要時刻可以擔任魔王代理人對其他家族下達指示。
在七十二柱魔神當中排行第2位。
格喇希亞拉波斯（Glasya-Labolas）
在七十二柱魔神當中排行第25位。
阿斯塔蒂（Astaroth）
與巴力家關係密切的「天后」。
在七十二柱魔神當中排行第29位。
瓦布拉（Vapula）
在七十二柱魔神當中排行第60位。
彼列（Belial）
現任當家是排名遊戲中第一名的王者，被稱為「皇帝」。
家族特性為無價值，可以將他人的特性短時間內變成無意義的能力。
在七十二柱魔神當中排行第68位。

## 註解
1. ↑  在短篇《地獄教師阿撒塞勒》中從松田的口中得知是17歲
2. ↑  短篇《胸之回憶》內容
3. ↑  動畫版限定，原作並沒有這個功能
4. ↑  赫，即為赤+赤，有著比赤更加鮮紅的意思
5. ↑  第12卷提及
6. ↑  此為阿爾比恩生前的能力
7. ↑  即為進入霸龍狀態後可使用的Longinus Smasher，但因與歷代白龍皇和解，不需進入霸龍狀態也可使用
8. ↑  第十卷的咒文、第十一卷的咒文以及第十二卷的咒文，三卷的咒文都有些許差異
9. ↑  。不過即使是「擬似龍神化」最多也只能維持三分鐘，在使用「無限爆擊砲」後，更是會將使維持時間降到十秒。不過，在發動擬似龍神化時，能只讓身體的一部份變化藉此減低負擔
10. ↑  雙引號部分為奧菲斯負責詠唱，引號和雙引號同時出現則是兩人同時詠唱
11. ↑  在使用「擬似龍神化」時倒數第二句會加上虛偽，藉此對力量加上「限制」
12. ↑  完全版龍神化（又名真龍神化）的咒文會把倒數第二句的虛偽改成真實
13. ↑  ；雖然平時在家中是由木場下廚。據一誠所言，木場喜好華麗的意大利料理，連裝盤的方式都非常出色
14. ↑  短篇《只屬於你的第一次 奧菲斯篇》內容
15. ↑  在第16卷中得知，之所以有女裝癖是因為小時候瓦雷莉讓加斯帕穿女裝，起初還是很不樂意，但不知什麼時候起，加斯帕就主動自己穿上了
16. ↑  真正的魔神巴羅爾已被消滅，這個意識片斷已失去神格
17. ↑  但就這個意識片斷所說，這個狀況可說是禁手也可說不是
18. ↑  是否正式成為第十四種神滅具還有待確認
19. ↑  第7卷中的後記當中，作者說在設定上，羅絲薇瑟的年齡設定在17至18歲左右
20. ↑  儘管被奧丁忘記帶走，但羅絲薇瑟是歷代以來以女武神身份擔任奧丁隨扈的時間是最長和最好的隨扈。
21. ↑  初登場時並不是雙馬尾，在第6卷中才轉型，但在動畫版中一出場就已經是雙馬尾
22. ↑  在第15卷中得知所教的科目是化學，經常參加其他社團活動，但是對國語、地理及歷史就不太行，其所教的學生成績都特別地出眾。
23. ↑  短篇《魔法少女莉亞☆Magica！？》內容
24. ↑  雙引號部分有部分為奧菲斯負責詠唱，另一部分為阿爾比恩負責，倒數第二句為瓦利和阿爾比恩詠唱，最後一句則是三人同時詠唱
25. ↑  即傳說中的石中劍Caliburn
26. ↑  黑歌比美猴的地位高了一點
27. ↑  短篇《去溫泉吧！》內容
28. ↑  短篇《去特訓吧！地獄篇》內容
29. ↑  動畫版限定
30. ↑  小說中為普通白色洋裝，漫畫版為白色全身洋裝，比小說版較為簡單陽春
31. ↑  因為瓦利太纏人了，鳶雄只是到處躲著他而已。一見面就嚷嚷著要跟鳶雄比劃。對鳶雄來說就是個麻煩的弟弟一樣
32. ↑  石踏一榮Twitter 2018年3月20日閲覧
33. ↑  惡搞漫畫「七龍珠」
34. ↑  依據短篇《歡樂的紅髮家族》，滅亡的家系一共有39個